# Glanum
Glanum est une cité antique de l'Empire romain, aujourd'hui un site archéologique situé sur le territoire de la commune de Saint-Rémy-de-Provence, dans les Bouches-du-Rhône.
De fondation celtique, Glanon (grec ancien Γλανόν) subit une grande influence grecque. Elle est vouée au dieu guérisseur gaulois, Glanis. Elle connaît son apogée à l'époque du premier empereur romain, Auguste. Son développement, à l'abri des reliefs des Alpilles, a bénéficié de la présence d'une source sacrée et de la proximité de la voie Domitienne.
Le site présente plusieurs strates d'occupation, que l'on peut regrouper en trois grandes périodes : période celto-ligure, période d'influence hellénistique et période romaine.

## Localisation

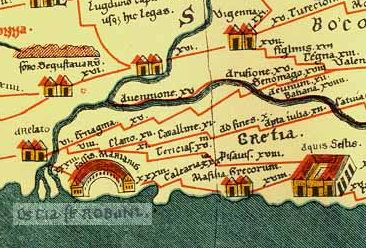
Glanum sur la carte de Peutinger.

Glanum est une ville-sanctuaire au carrefour de deux voies antiques reliant l'Italie à l'Hispanie, l'une par les Alpes, l'autre longeant la mer. Située au sud de la ville actuelle de Saint-Rémy-de-Provence, en direction des Baux-de-Provence, la cité s'étend à l'entrée d'un défilé rocheux qui mène au mont Gaussier. À l'entrée du site, de l'autre côté de la route départementale, on aperçoit le cénotaphe des Julii (dit à tort « mausolée ») et l'arc de triomphe de Glanum, voisin de quelques mètres, ensemble traditionnellement appelé « Antiques de Saint-Rémy-de-Provence ». Leur situation au flanc des Alpilles et leur état de conservation leur ont assuré une célébrité bien antérieure à la redécouverte tardive de la ville de Glanum.

## Histoire

### Fondation celto-ligure
Le peuple des Glaniques appartenait à la confédération des Salyens. Les plus anciennes occupations du site remontent à l'âge du bronze final (IIb-IIIa et IIIb, de 1150 à 800 av. J.-C.). De cette période ont été découverts de nombreux tessons de céramique caractéristiques, dont certains portent des signes pictographiques, et des épingles en bronze, matériel attribué par erreur au premier âge du fer lors de sa découverte,.
La fondation de la ville de Glanum remonte au premier âge du fer, (VIe siècle av. J.-C.) avec un aménagement de pente sur le mont Gaussier (307 m) au-dessus d'une source que l'on suppose avoir été très tôt un lieu de culte associé au dieu gaulois Glan ou Glanis (en) et une triple déesse, qui furent appelées les Glanicae en période gallo-romaine. Les falaises des vallons escarpés des Alpilles formaient des remparts naturels, ce qui était à l'époque un atout défensif. La ville se développe considérablement au cours du IIe siècle av. J.-C. après une longue stagnation de deux siècles. En effet, dès le IVe siècle av. J.-C., le rapide développement de la ville d'Arles attire les forces vives de toute la région et des Alpilles. Mais la première moitié du IIe siècle av. J.-C. marque l'arrêt de l'expansion arlésienne et, peu à peu, les élites locales se disséminent de part et d'autre, ce qui va participer au fort développement de Glanum. Le sanctuaire est protégé par une enceinte, mais la ville s'étend plus largement en direction des Antiques pour la partie découverte, dans les vallons voisins et au-delà du sanctuaire pour les parties encore enfouies.
La ville avait une identité gauloise affirmée par les noms de ses résidents comme Vrittakos, Eporix, Litumaros et les noms des dieux locaux comme Glanis et ses Glanicae déjà mentionnés, mais aussi Rosmerta et Épona. Archéologiquement aussi, le type des statuettes et des poteries retrouvés sont typiquement gauloises. Les ustensiles de cuisine montrent que les habitants faisaient essentiellement bouillir leur nourriture dans des pots, comme les autres gaulois, au lieu de les frire dans de l'huile comme les cultures méditerranéennes le faisaient à cette époque. La coutume d'exposer des têtes coupées de leurs ennemis, ce qui est le cas à Glanum, est là aussi une coutume typiquement celtique.
Christian Guyonvarc'h estime que la source sacrée, dont l’étymologie peut se rapprocher de glan « pur », est une homologue archéologique et continentale de la fontaine de santé créée par le dieu médecin Diancecht et ses trois enfants mentionnés dans les textes mythologiques irlandais,.

### Influence grecque
Dans les derniers temps de l'indépendance, des constructions de type véritablement grec, directement inspirées de Marseille, sont édifiées : maisons à péristyle, temple, puits à dromos… L'imitation est telle que l'on trouve également un bouleutérion et un prytanée. L'ensemble, encore bien préservé de nos jours, a fait supposer une colonisation d'une partie de la ville par des Massaliotes.
En 125 av. J.-C., le peuple de Glanum et les autres Salyens se dressent contre les Grecs, qui ne sont pas très nombreux. Les Grecs, sur le point de perdre, font appel aux Romains qui écrasent les Salyens à Entremont. Beaucoup des monuments anciens furent détruits à ce moment-là.
La ville redevient prospère grâce à sa frappe de pièces en argent, sa localisation sur la via Domitia et sa source réputée thérapeutique. Ceci dure jusqu'en 90 av. J.-C., date à laquelle la ville se révolte à nouveau, mais contre les Romains cette fois-ci. La révolte fut écrasée par le consul Caprarius et la ville fut à nouveau détruite. Tous les monuments d'importance furent remplacés par des structures plus modestes.

### Période romaine
Après la défaite des Salyens face aux Romains, la ville, désormais appelée Glanum, s'intègre dans un Empire romain en construction.
La ville intègre peu à peu des éléments essentiels de l'urbanisme romain : un réseau important d'adduction en eau avec des canalisations en plomb, ainsi qu'un vaste réseau d'assainissement par des égouts. On y érigea des temples en l'honneur de l'empereur et de la famille impériale, des thermes, une basilique, une curie, un forum.
Les notables locaux purent accéder à la citoyenneté romaine grâce à la concession du droit latin dans les dernières décennies avant notre ère. La ville est ainsi la capitale d'une civitas, petite circonscription territoriale jouissant d'une autonomie face à l'Empire. Ce statut de capitale prend fin vers 200, lorsque la civitas de Glanum est rattachée à une de ses voisines, probablement celle d'Avignon.
Le cénotaphe des Julii, appelé communément mais improprement « Mausolée », se trouve à côté de l'arc de triomphe et exprime l'importance de la romanisation d'une partie de l'élite locale à l'époque augustéenne. On peut y lire sur sa face nord l'inscription SEX.M.L.IVLIEI.C.F.PARENTIBVS.SVEIS : « Sextus, Marcus et Lucius Julius, fils de Caius, à leurs ancêtres ». Sur trois côtés du socle sont représentés des scènes de la bataille de Zéla (47 av. J-C.) et sur la quatrième la chasse au sanglier et le deuil  de Méléagre. La source continua à jouer un rôle important dans les cultes de la cité. Des vétérans des légions y venaient faire soigner leurs blessures. Agrippa lui-même y vint pour faire soigner sa jambe, et en remerciement fit construire un petit temple corinthien dédié à la bonne santé, dit « temple de Valetudo ». Toutefois les dieux le plus souvent attestés à Glanum sont Hercule et Sylvain, ce dernier très probablement une interpretatio (adaptation, métamorphose, romanisation) du dieu celte Sucellos.

### Antiquité tardive et haut Moyen Âge
La période de prospérité de la ville s'arrête avec sa mise à sac lors des invasions barbares qui parcourent la Gaule pendant la seconde moitié du IIIe siècle. Saccagée par les envahisseurs germaniques aux alentours de 270, la ville est alors abandonnée, et ses pierres seront utilisées pour construire ce qui deviendra la ville de Saint-Rémy-de-Provence. Les vestiges de Glanum disparurent progressivement sous les alluvions s'écoulant des Alpilles voisines.

## Archéologie
Elle fut redécouverte par les archéologues au XXe siècle. Les fouilles débutèrent en 1921, sous la conduite de Jules Formigé et de Pierre de Brun, puis d'Henri Rolland de 1941 à 1969. Depuis, les archéologues ne sont plus sur place en permanence, mais reviennent de temps à autre pour de nouvelles recherches. Les dernières fouilles étaient préparatoires à la restitution du forum, achevée en 2008.

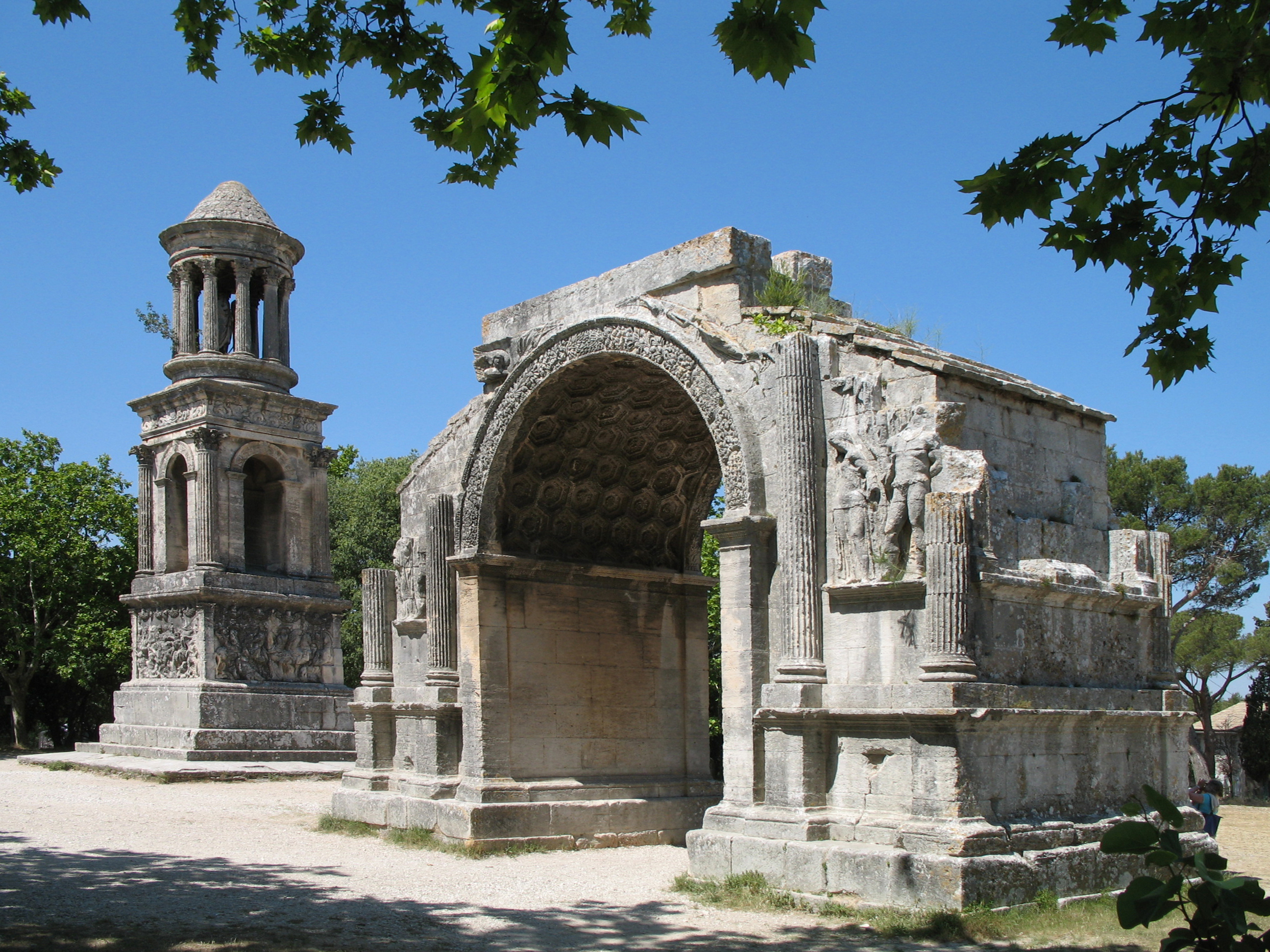
Les « Antiques » : le « mausolée » et l'arc municipal, depuis le sud.

Le « mausolée » et l'arc de triomphe, restés en place et debout depuis l'Antiquité, forment un ensemble monumental unique, connu comme « Les Antiques ». Le lieu a été visité par le roi Charles IX, qui en a fait nettoyer et entretenir les abords. Des fouilles ont été réalisées autour des monuments dès les XVIe et XVIIe siècles, révélant des sculptures et des monnaies, puis au XIXe siècle par le marquis de Lagoy aux Vallons-de-Notre-Dame.
Les premières fouilles scientifiques débutent en 1921, dirigées par l'architecte des monuments historiques Jules Formigé. De 1921 à 1941, l'archéologue Pierre de Brun travaille sur le site, découvrant les thermes, la basilique et les maisons de la partie nord de la ville. Ensuite, de 1928 à 1933, Henri Rolland (1887-1970) travaille sur le sanctuaire de l'âge du fer, au sud. Puis, de 1942 à 1969, Henri Rolland reprend les travaux et fouille la zone du forum et du sanctuaire. Les objets qu'il a découverts sont aujourd'hui exposés à l'hôtel de Sade à Saint-Rémy-de-Provence. De nouveaux travaux de fouilles et d'exploration ont été menés depuis 1982, consacrés principalement à la préservation du site et à l'exploration au-dessous de lieux déjà fouillés lors de campagnes antérieures.

### Les Antiques: mausolée des Julii
Le mausolée de Glanum est un monument gallo-romain, un cénotaphe érigé entre 30 et 20 av. J.-C., élevé à la mémoire d'un membre de la famille locale des Julii, qui aurait reçu de Jules César la citoyenneté romaine pour son service dans l'armée romaine, à la suite de la conquête de la Gaule.

#### Partie supérieure

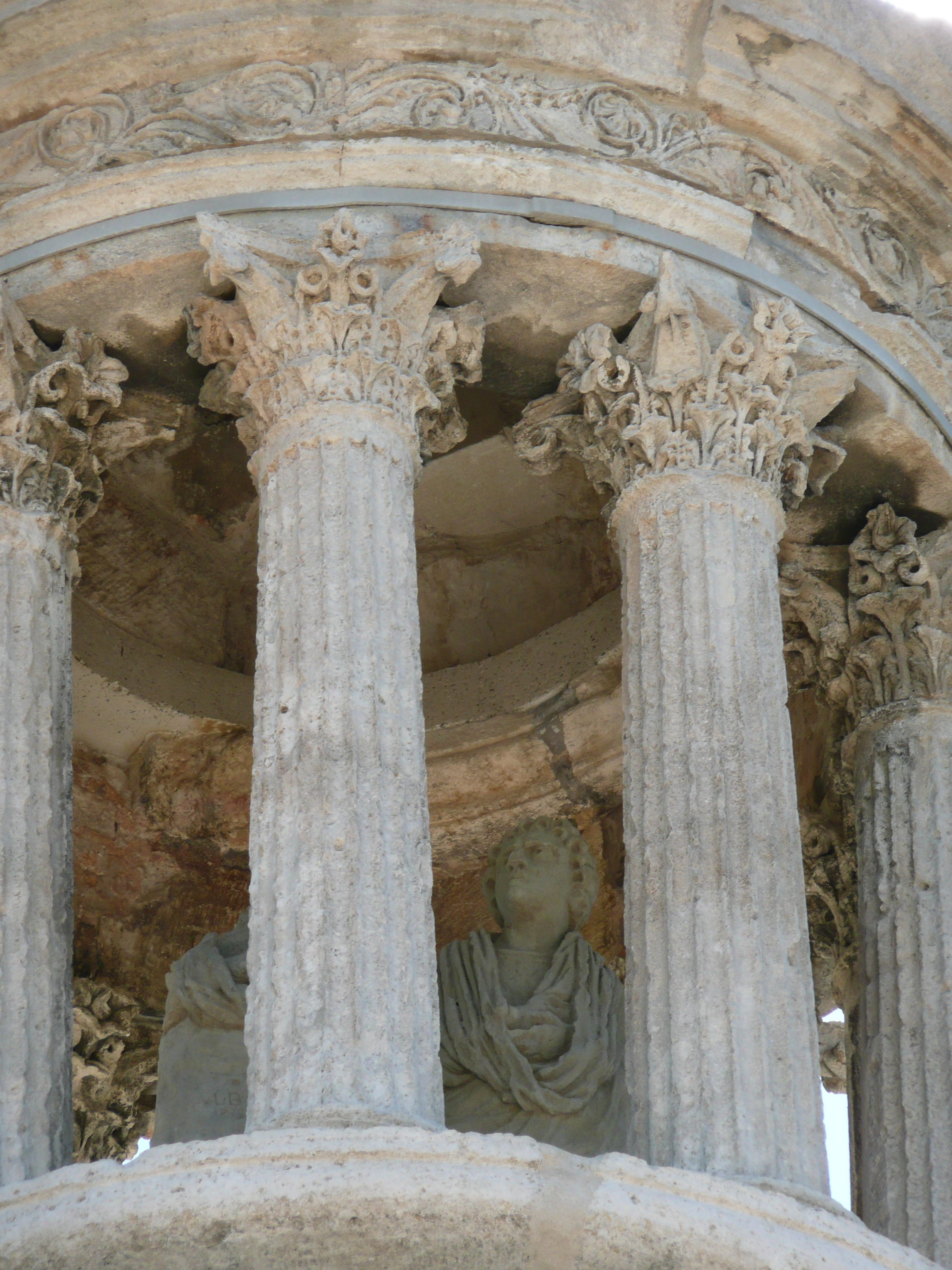
Statues d'hommes vêtus de toges, dans l'édicule supérieur du mausolée.

Un petit temple rond couronne le monument. Il abrite les statues du défunt et probablement de son fils, vêtus de la toge, emblème de la citoyenneté romaine.

#### Partie basse
Les faces de la base carrée du cénotaphe sont ornées de scènes historiques et mythologiques.
Au sud, une scène inspirée par la guerre mythique entre les Grecs et les Amazones, où l'on voit un guerrier prendre des trophées d'un adversaire mort.
Au nord est représentée la légende de la chasse du sanglier de Calydon, menée par Méléagre, avec Castor et Pollux représentés en cavaliers.
À l'est figure une scène de bataille de la guerre de Troie et le combat pour récupérer le corps de Patrocle.

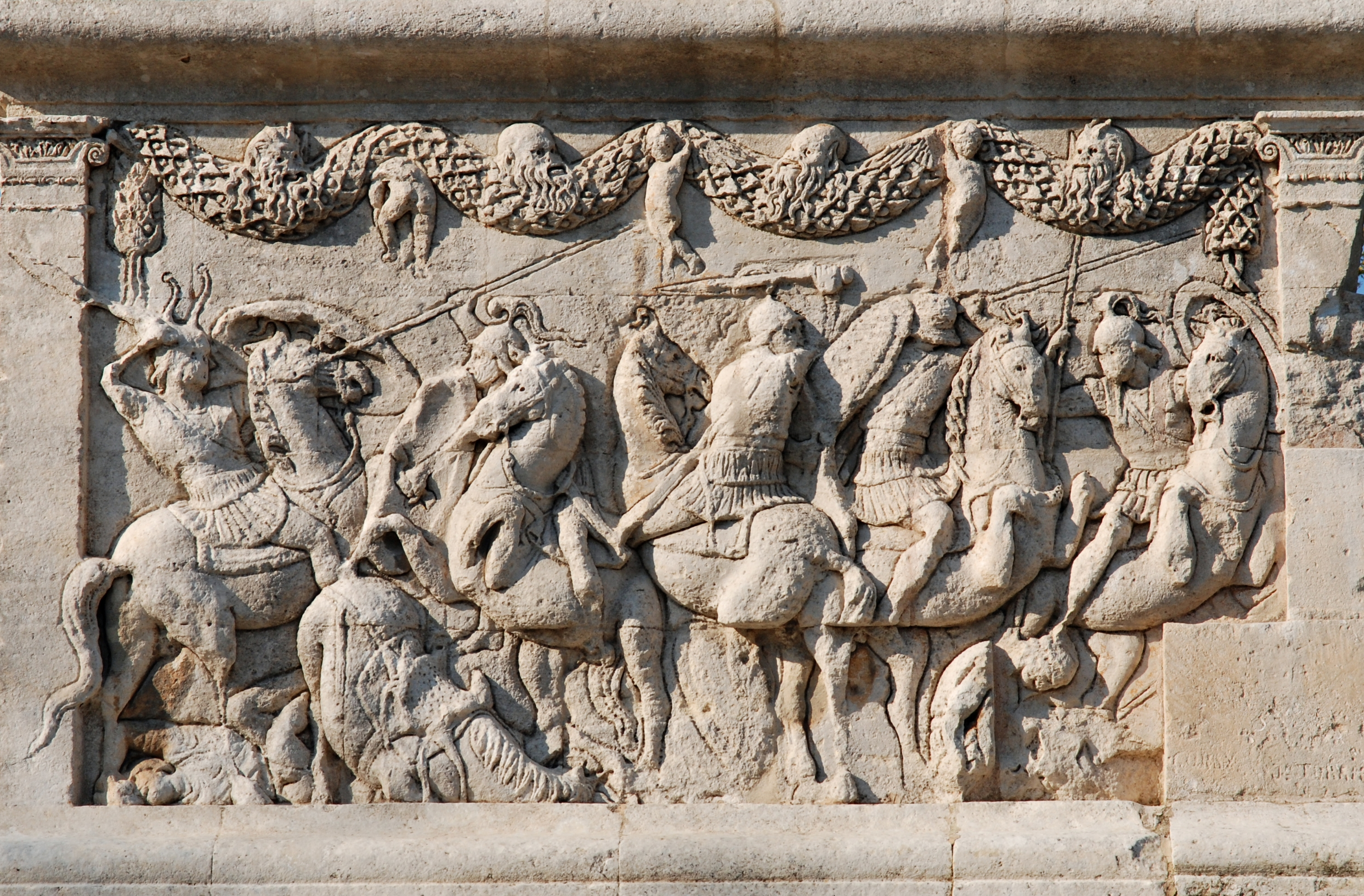
Sud : combat entre Grecs et Amazones.
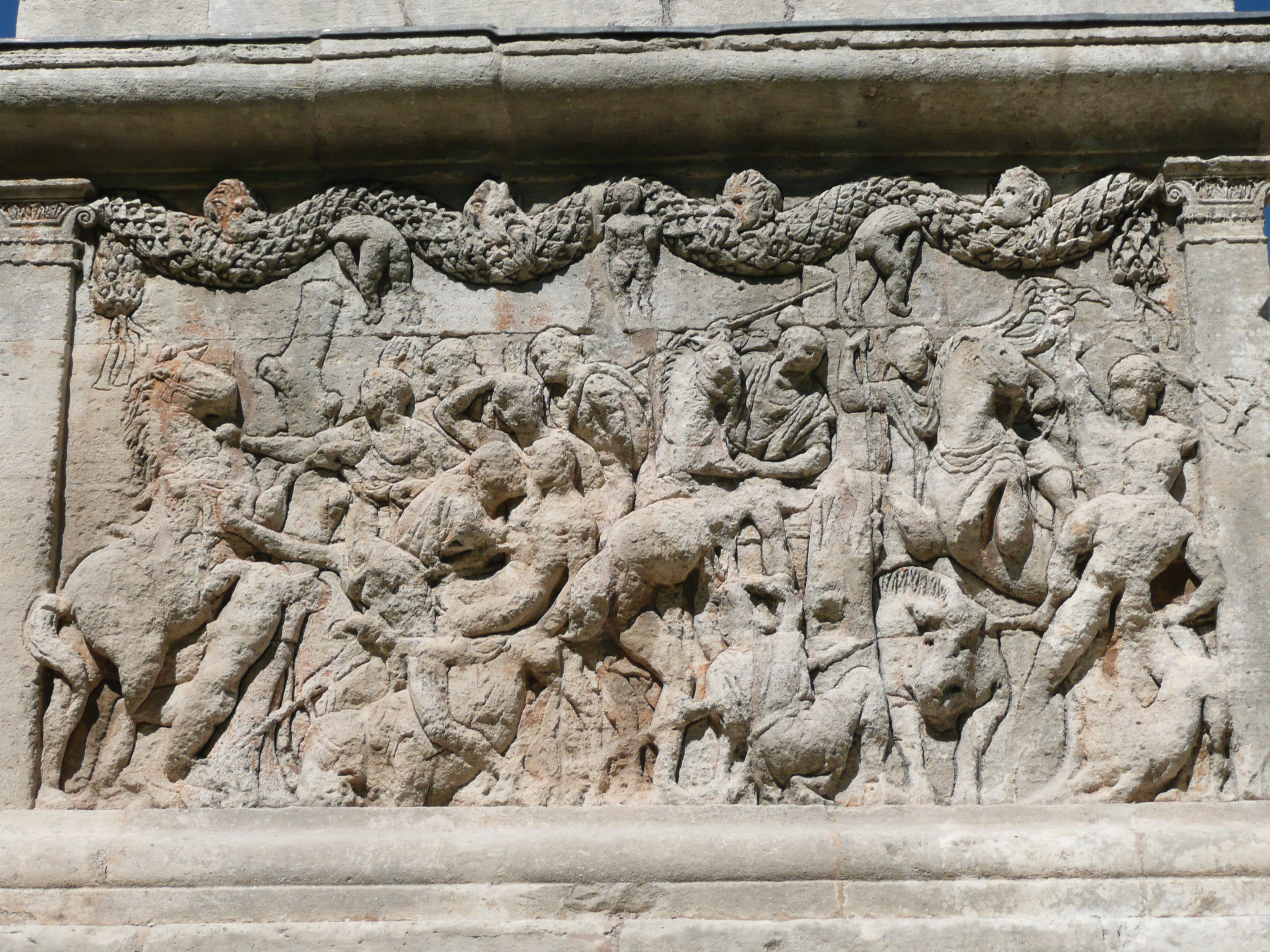
Nord : le sanglier de Calydon.
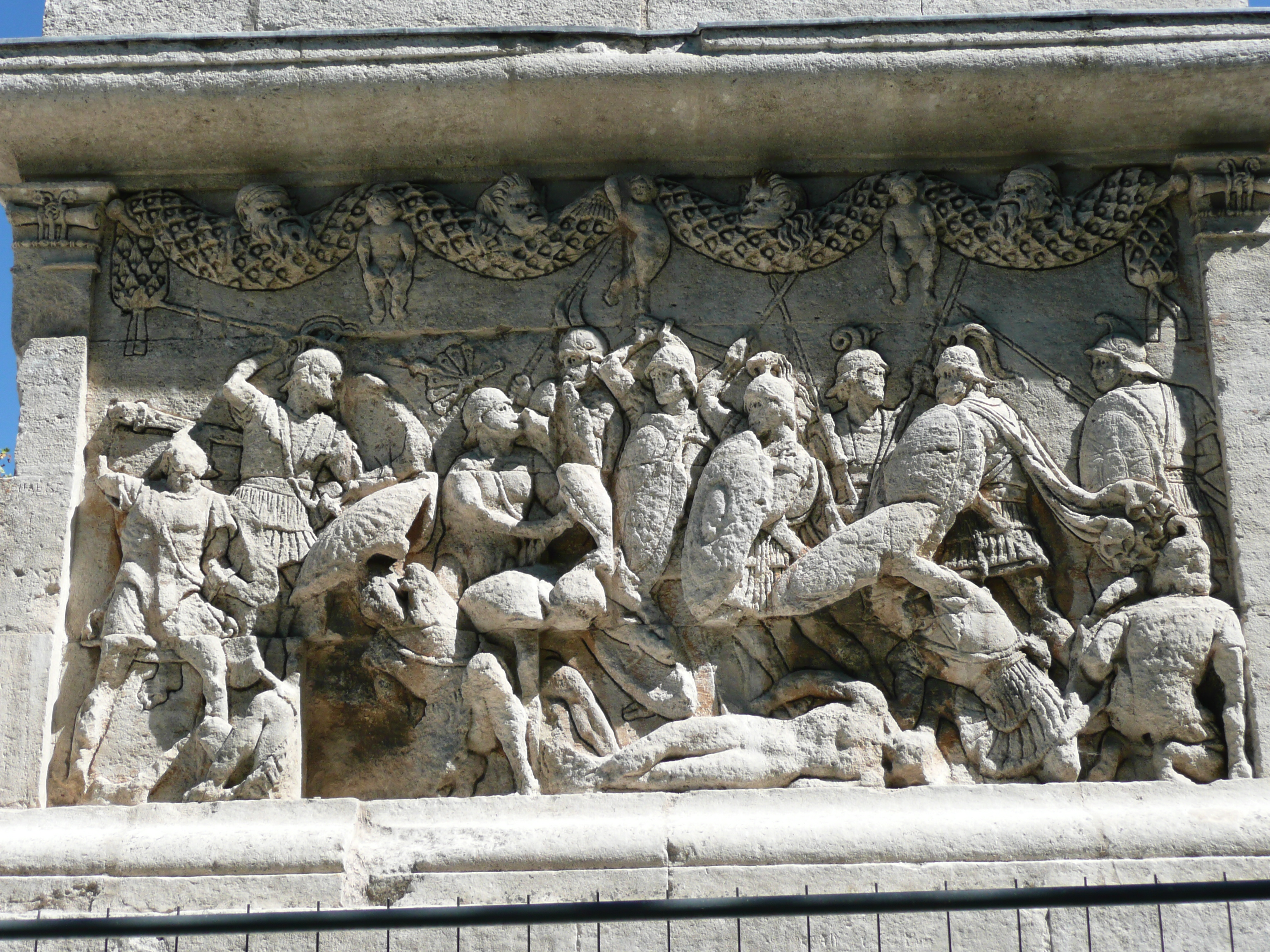
Est : scène de la guerre  de Troie.
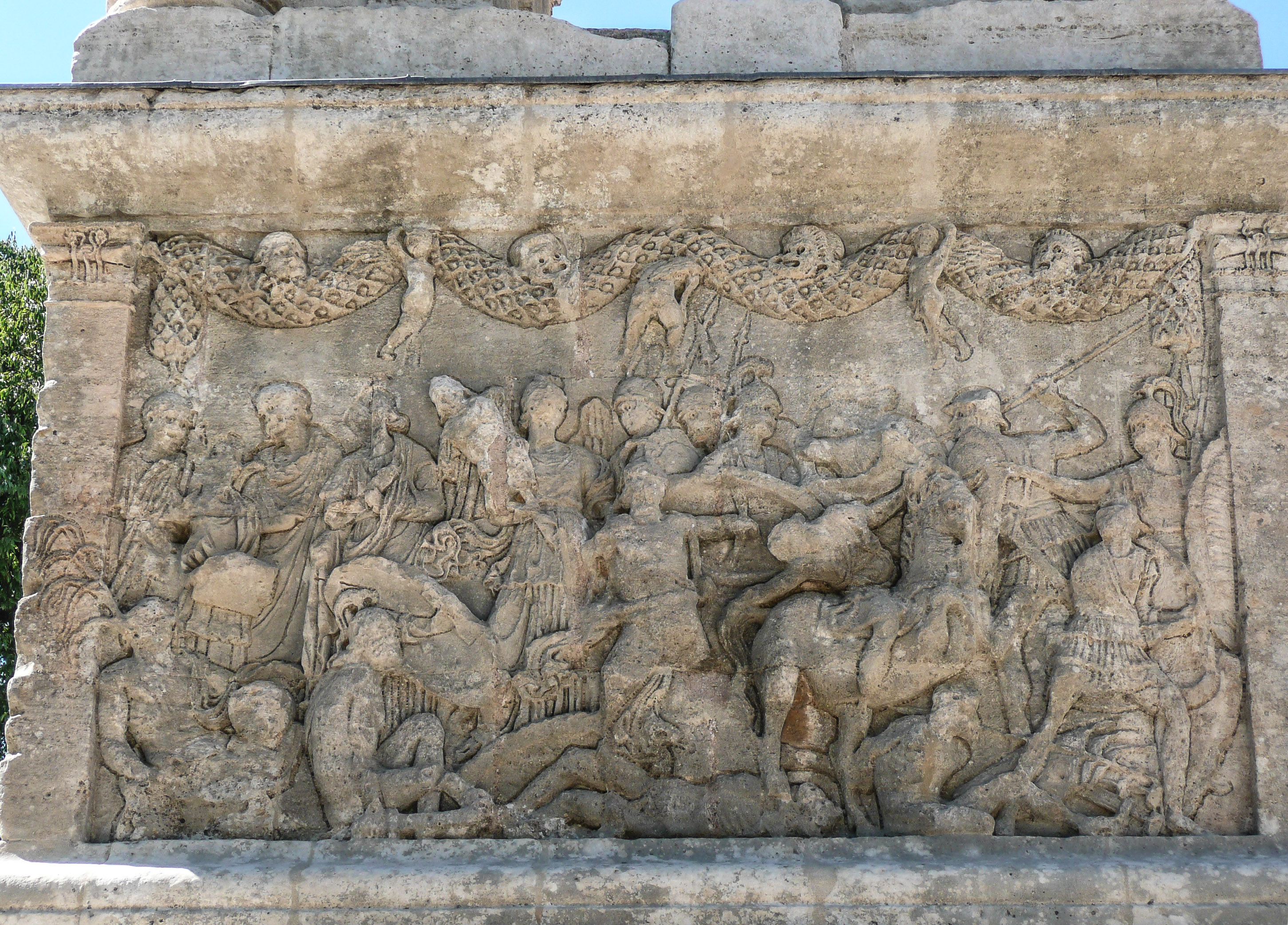
Ouest : scène de bataille non précisée.

La face ouest montre une bataille sans référence mythologique claire, avec un cavalier en mauvaise posture au sein d’une mêlée, protégé par le bouclier du personnage central. On interprète ce groupe comme la famille du défunt recevant son attestation de citoyenneté romaine. Dans cette interprétation, la bataille illustrerait une action d’éclat du défunt, au centre du bas-relief, combattant dans l’armée romaine et gagnant par cet exploit la récompense de la citoyenneté romaine.

### Les Antiques: arc municipal de Glanum
L'arc municipal se trouvait implanté à l'extérieur de la porte nord de la ville. Construit vers la fin du règne d'Auguste au côté du mausolée des Julii, qui lui est antérieur de quelques décennies, il constituait avec lui le symbole visible de la puissance et de l'autorité romaines. La partie supérieure de l'arc, qui devait comprendre une inscription dédicatoire, est manquante.
Les sculptures décorant l'arc illustrent à la fois la civilisation de Rome et le destin funeste de ses ennemis.
Le panneau situé à droite de l'entrée montre une figure féminine assise sur un tas d'armes, et un prisonnier gaulois, les mains liées dans le dos.
Le panneau de gauche montre un autre prisonnier, vêtu d'un manteau gaulois, avec un homme plus petit, portant son manteau à la romaine et posant sa main sur l'épaule du prisonnier.
Au revers de l'arc se trouvent des sculptures de deux autres paires de prisonniers gaulois.

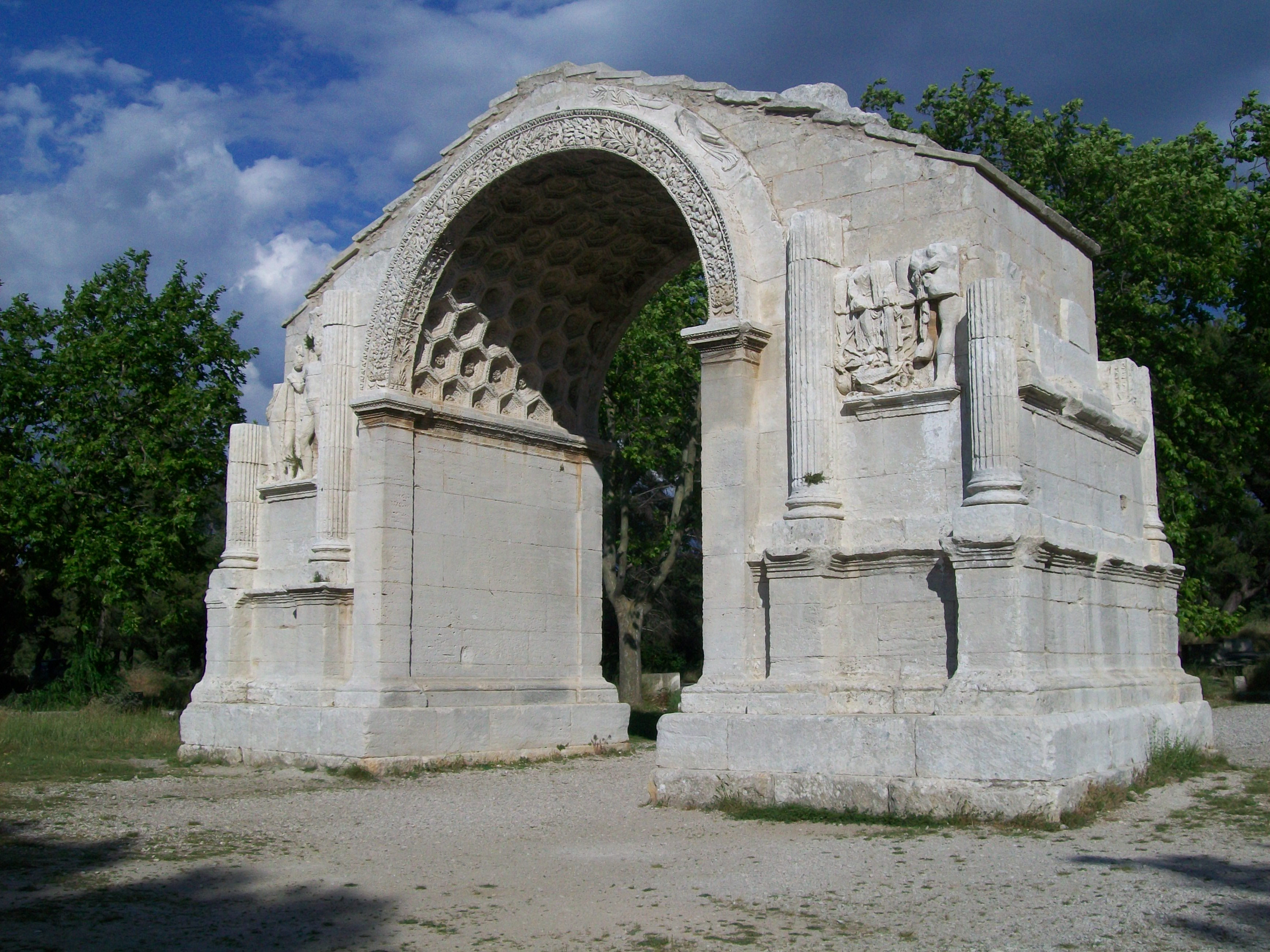
L'arc, face sud.
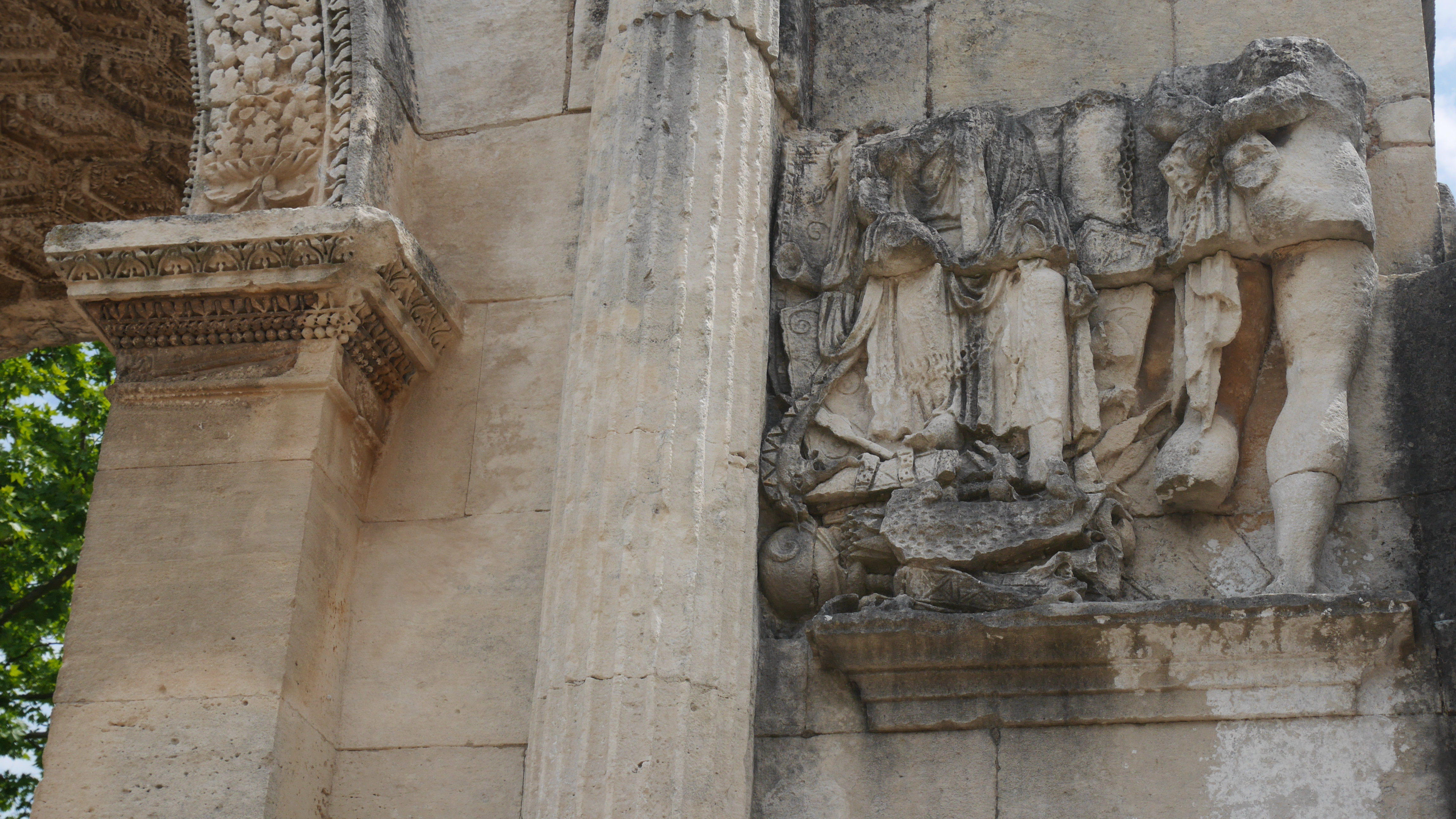
Face sud, droite. Figure féminine et prisonnier gaulois.
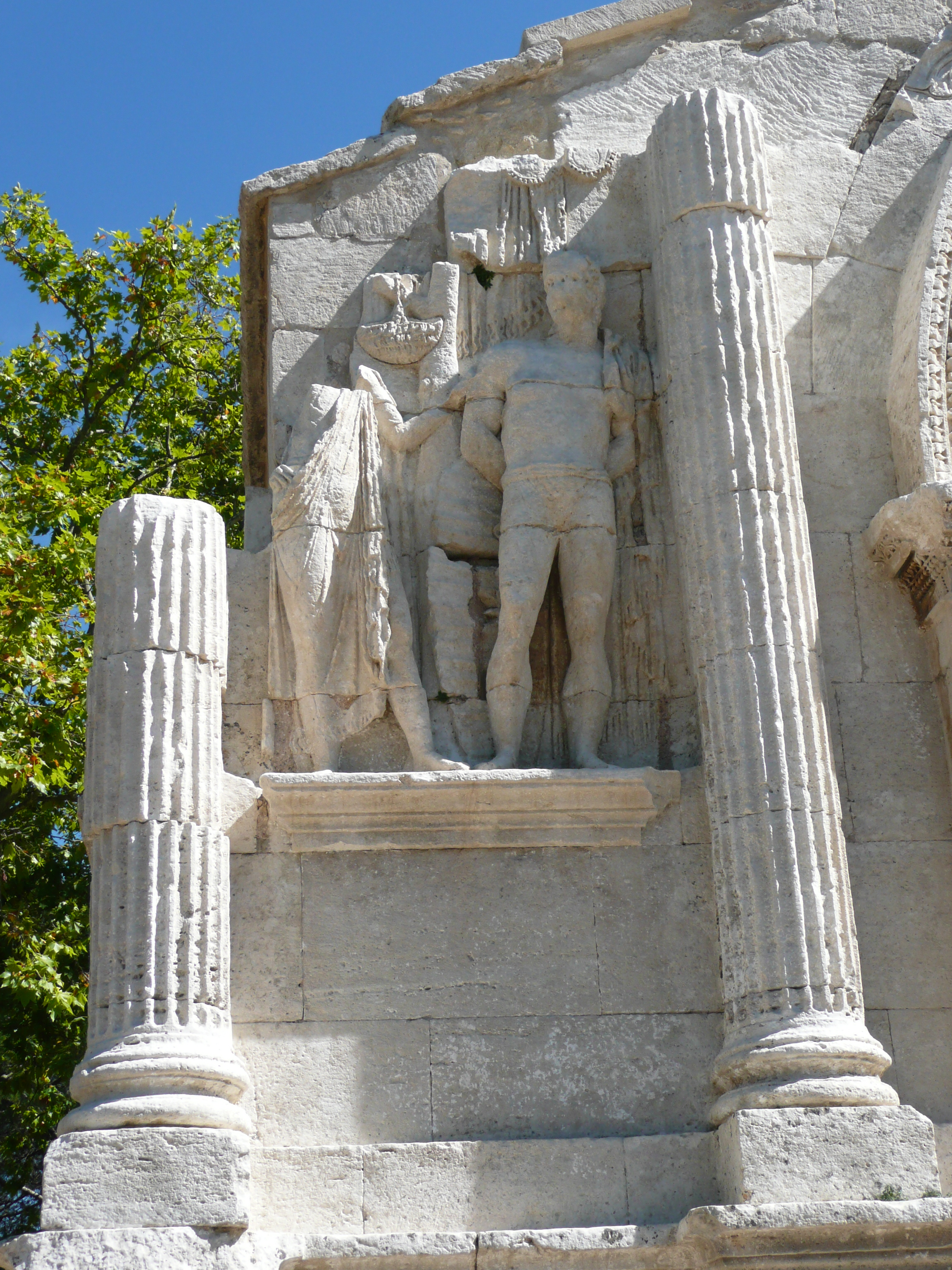
Face sud, gauche.
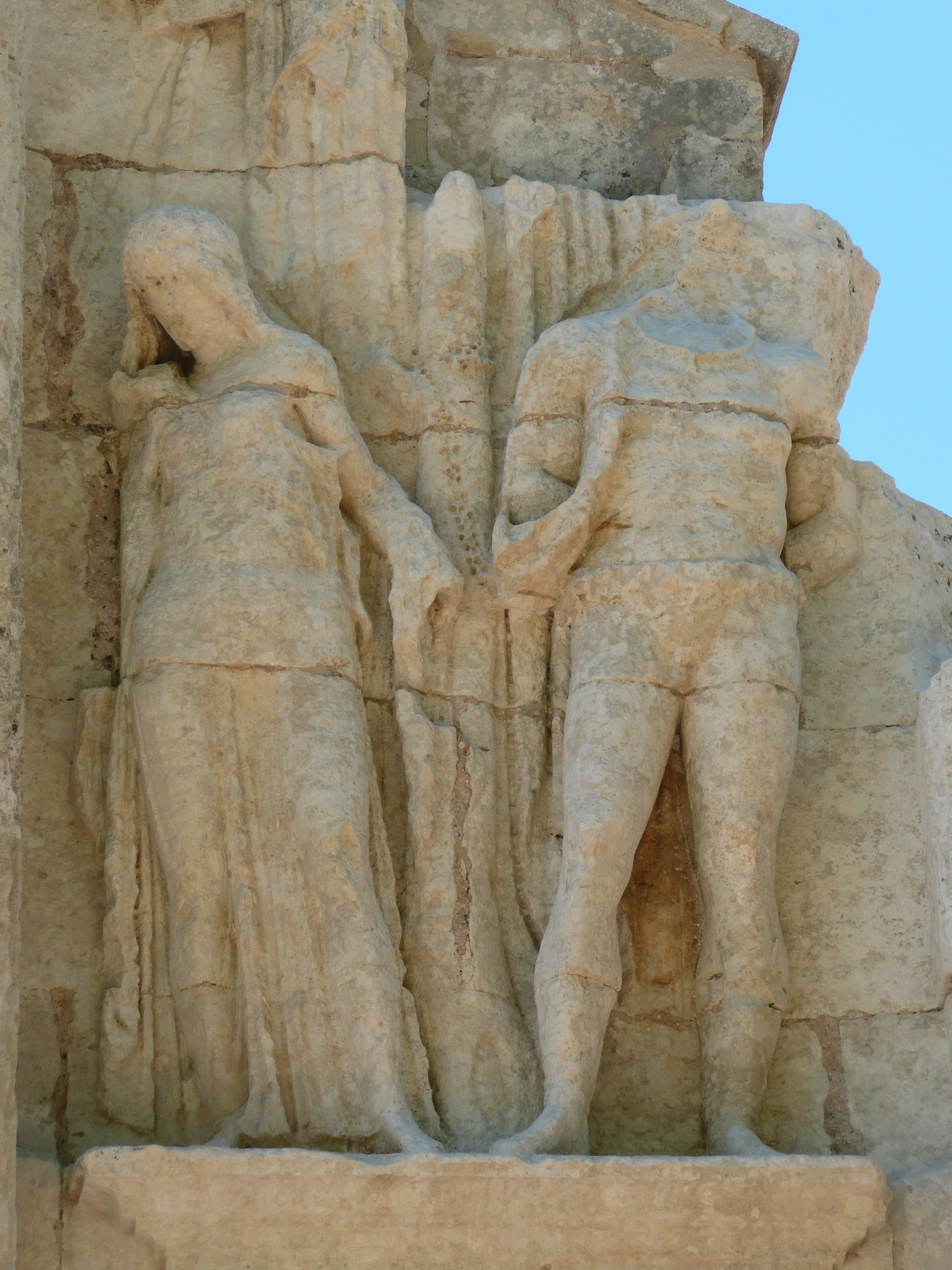
Face nord, droite.

### La ville: Glanum
Le site, tel qu'il se présente actuellement, est composé de plusieurs quartiers distincts, avec des bâtiments d'époques diverses (celte, hellénistique, romaine), souvent superposés et rendant la lecture des vestiges difficile.

#### Au nord, le quartier résidentiel et les thermes

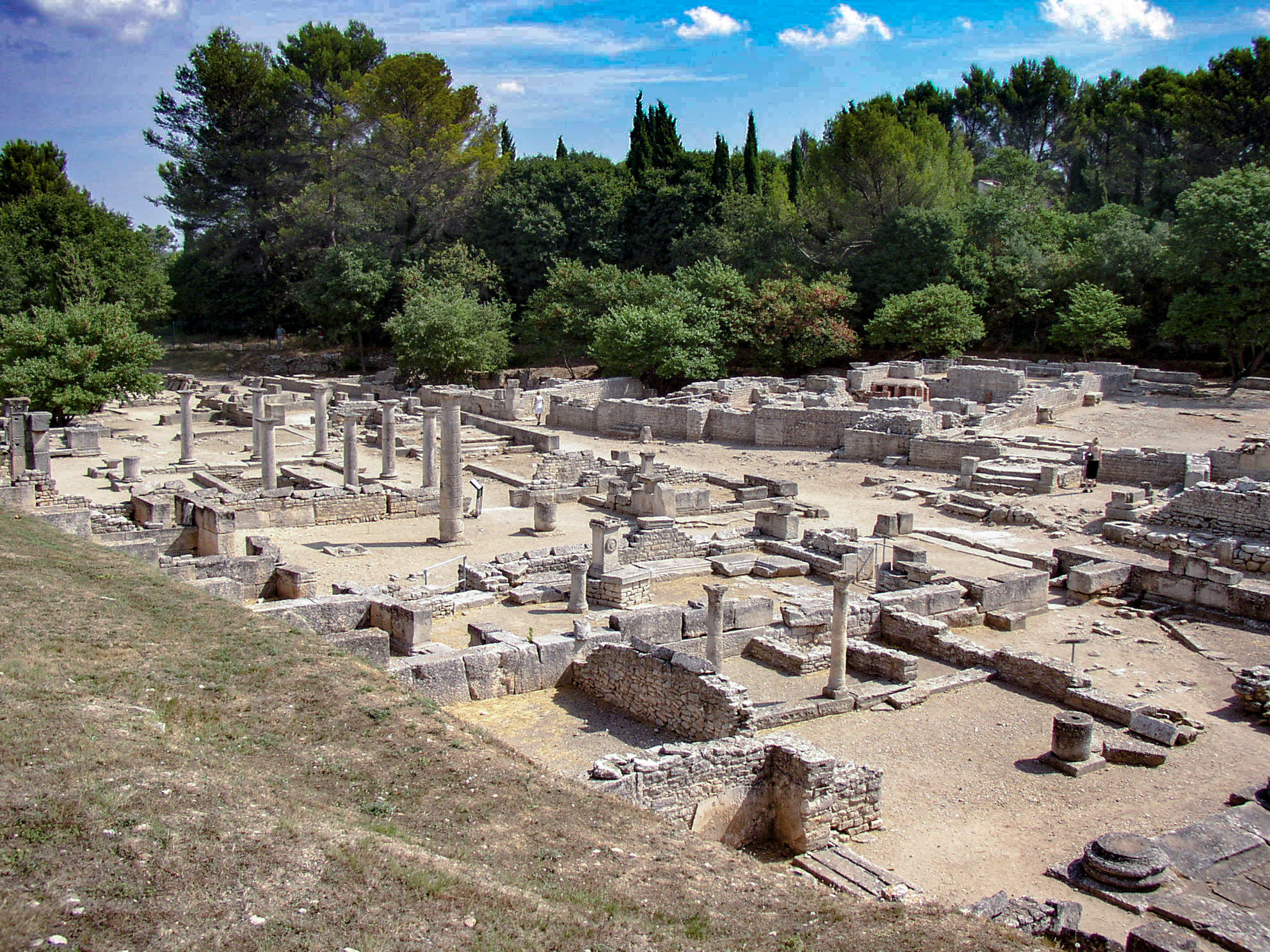
Le quartier nord : à gauche, maison des antes, marché et maison d'Atys ; à droite, les thermes romains.
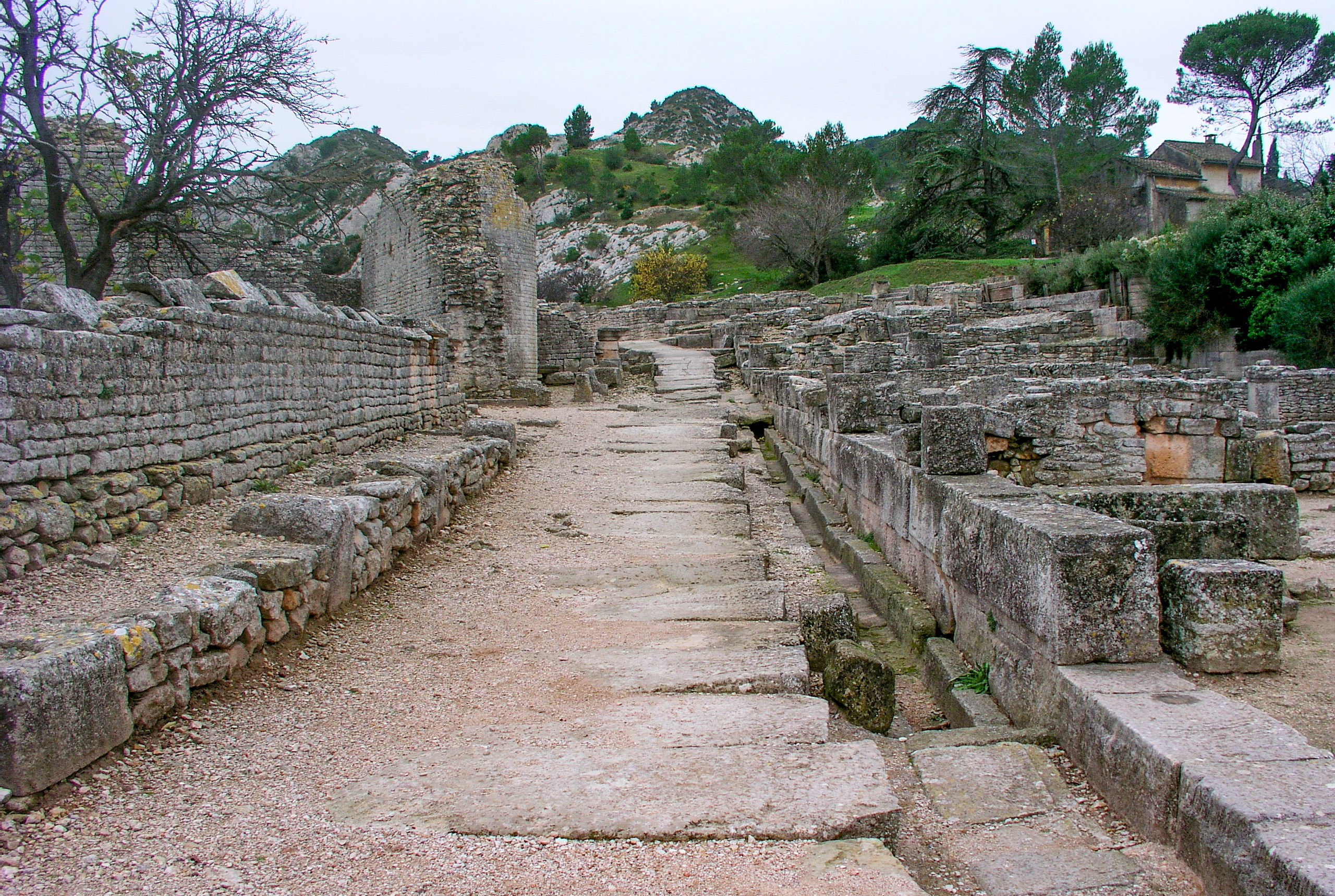
Voie principale traversant la partie nord du site : égout sur le côté droit de la chaussée dallée.

La rue principale dessert la ville du nord au sud ; elle couvre les égouts.

##### Côté est
Maison des antes
Cette maison hellénistique à péristyle est nommée en raison des deux pilastres (piliers carrés crénelés de section carrée appelés en français « antes », du latin antæ), surmontés de chapiteaux d'ordre corinthien. La maison des antae ou antes a été conçue dans le style des maisons grecques du pourtour méditerranéen, à deux étages, avec trois ailes et un péristyle de douze colonnes toscanes, dont sept ont pu être remontées, construit autour d'un petit bassin alimenté par l'eau de pluie du toit, qui canalisait l'eau dans une citerne, puis, grâce à un trop-plein, dans l'égout qui courait sous les dalles de la rue.

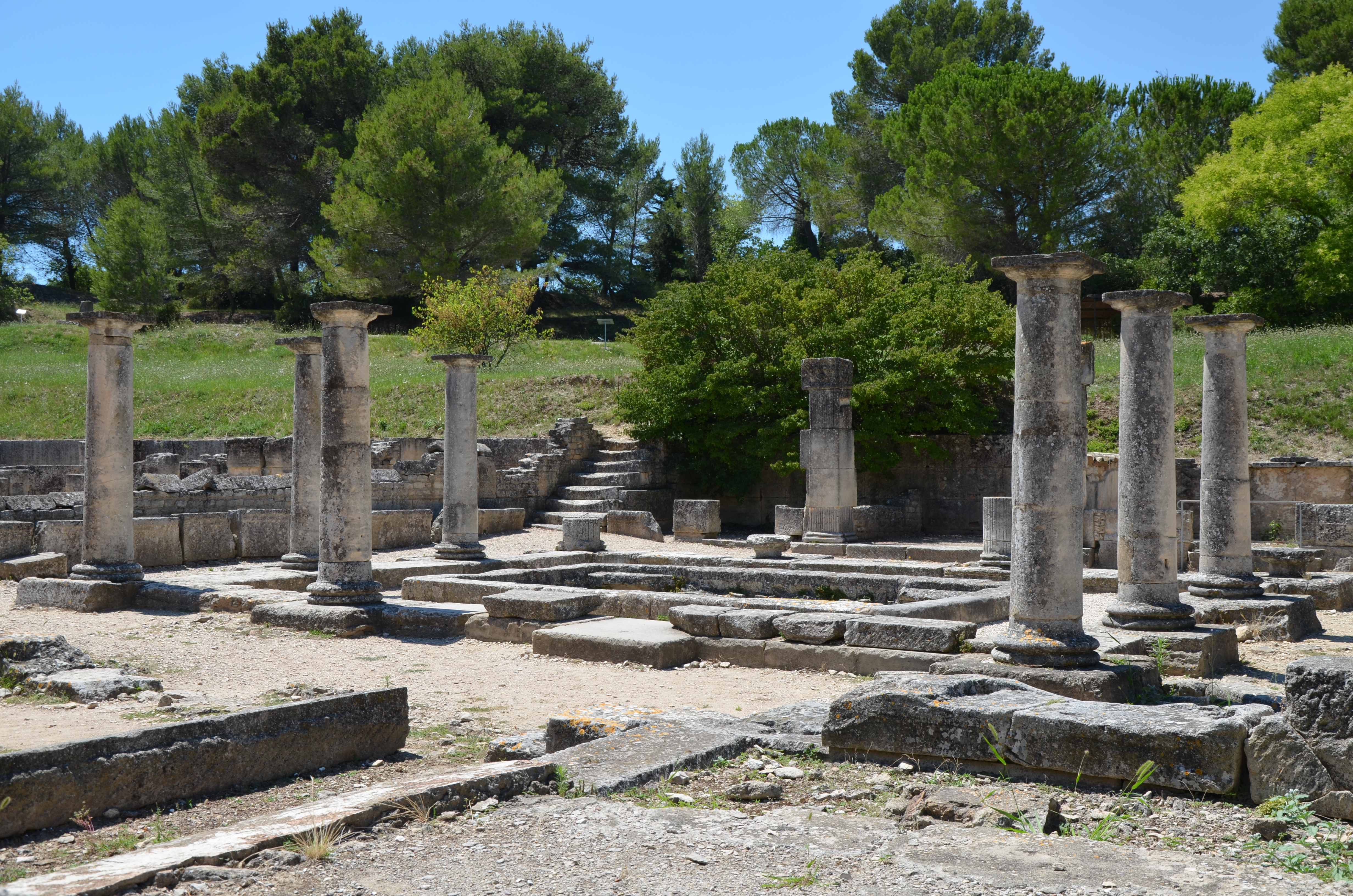
Maison des antes : péristyle et bassin.
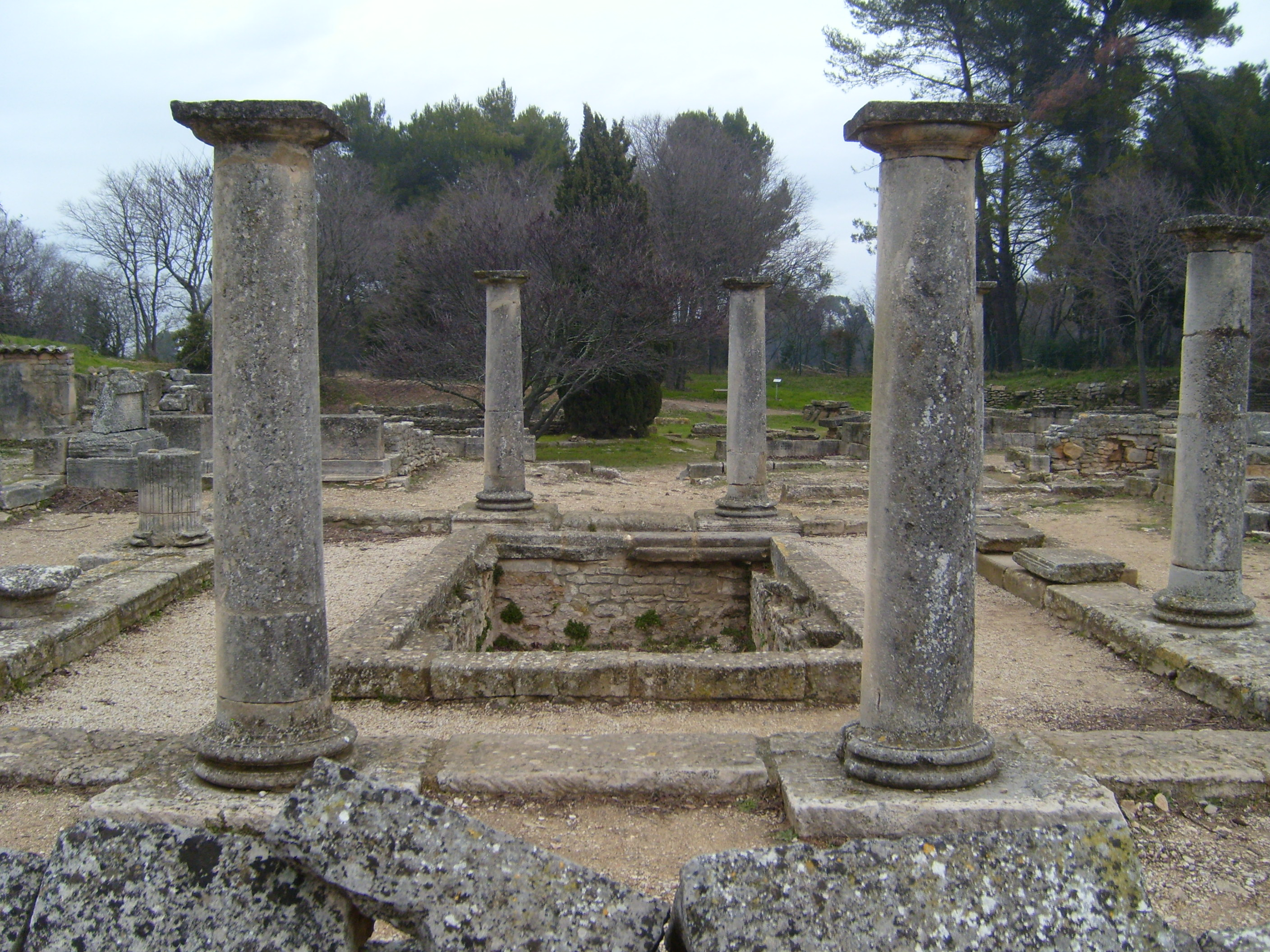
Péristyle et bassin de la maison des antes.
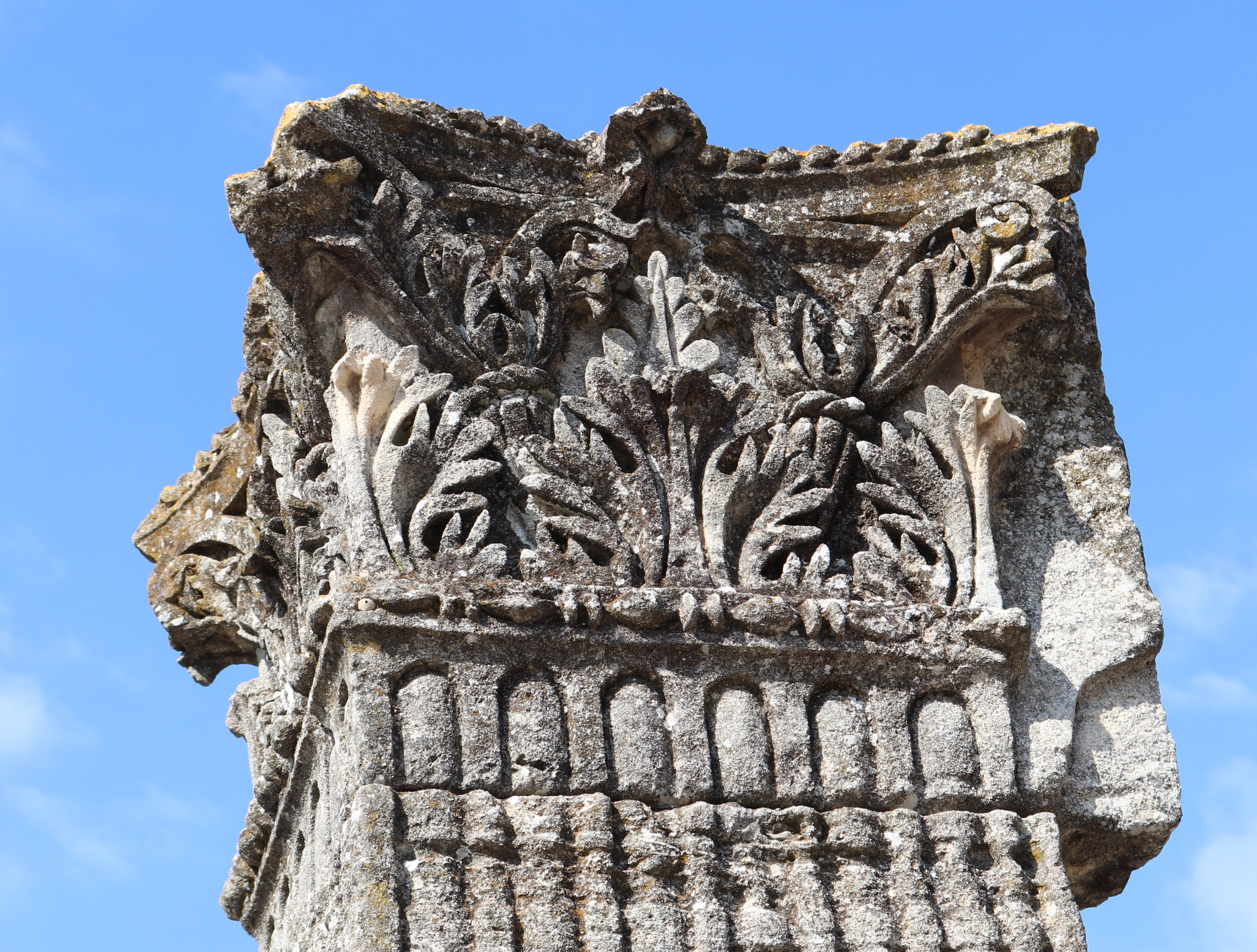
Chapiteau corinthien de l'un des deux pilastres ou antes.
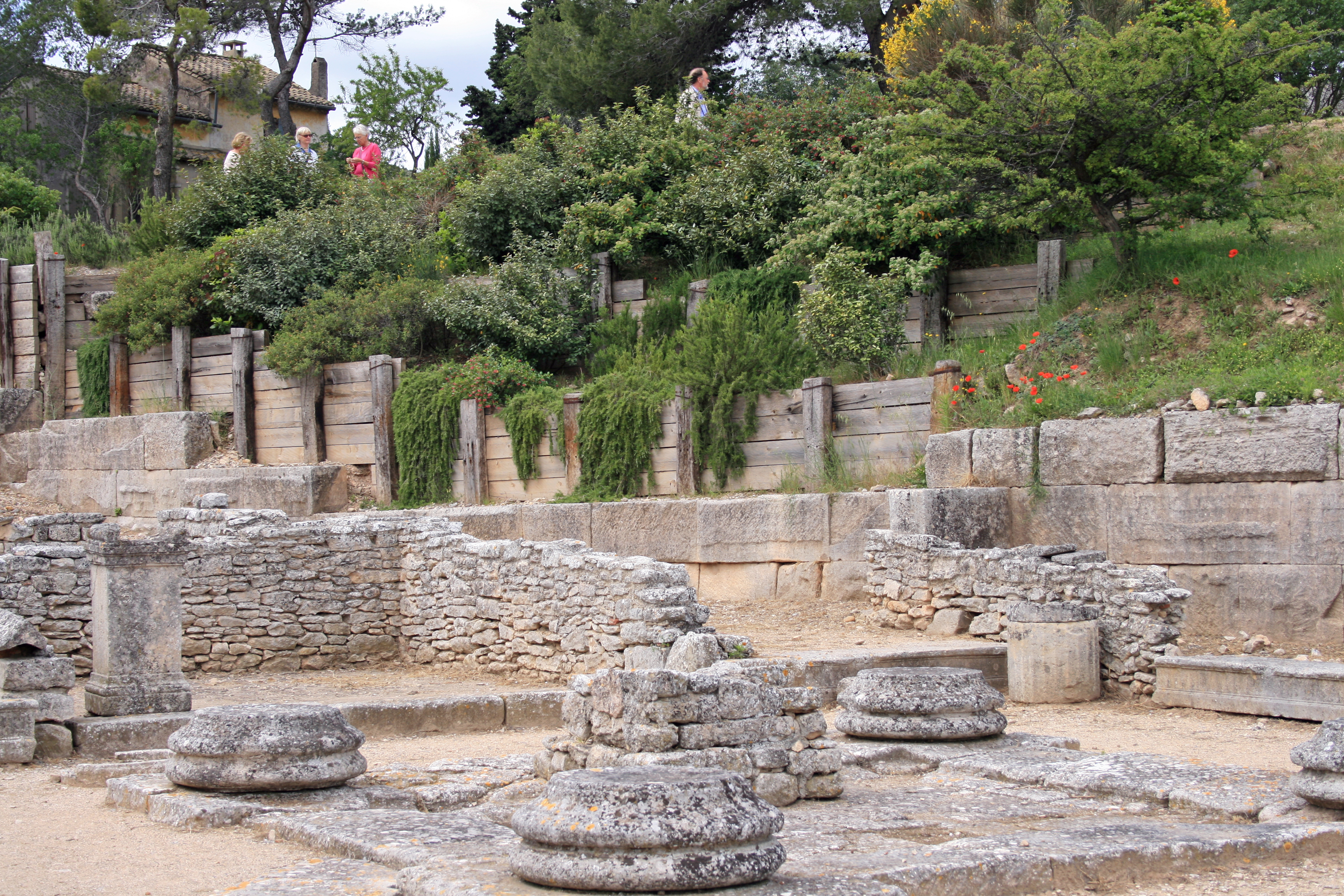
Maison d'Atys.

Marché pré-romain et temple de Cybèle
Le petit marché hellénistique comportait quelques échoppes disposées autour d'une cour à colonnes doriques. À l'époque romaine, la moitié de la place du marché a cédé la place à un petit temple dédié à la Bona Dea, une divinité oraculaire, et plus tard à la déesse Cybèle. Au printemps, les prêtresses de Cybèle apportaient un pin sacré dans le sanctuaire, symbolisant le dieu Attis / Atys. Dans le temple, un autel dédié à la prêtresse Loreia montrait une sculpture des oreilles de la déesse, afin qu'elle puisse entendre les prières.
Maison d'Atys
Cette maison hellénistique (IIe siècle av. J.-C.) porte le nom d'Attis / Atys, parèdre de la déesse Cybèle, en raison d'un relief en marbre trouvé lors des fouilles. La maison avait un impluvium et un puits avec une margelle en bordure de trottoir et des bancs de pierre. Il s'agissait probablement d'une schola, salle de réception du collège des Dendrophores, associée au temple voisin:32-33.

##### Côté ouest
Maison d'Épona
Cette petite maison romaine se situe à gauche à l'entrée du site archéologique, juste avant les thermes romains.
Maison du Capricorne
Cette petite maison hellénistique, devant la palestre et la natatio des thermes, est ornée d'une mosaïque à tête de capridé reposant sur un béton de tuileau parsemé de tesselles noires et d'éclats de pierres.
Thermes romains
Leurs éléments les plus visibles sont une salle froide et deux salles chaudes (caldarium) sur hypocauste, avec une palestre et une piscine (natatio):28-29.

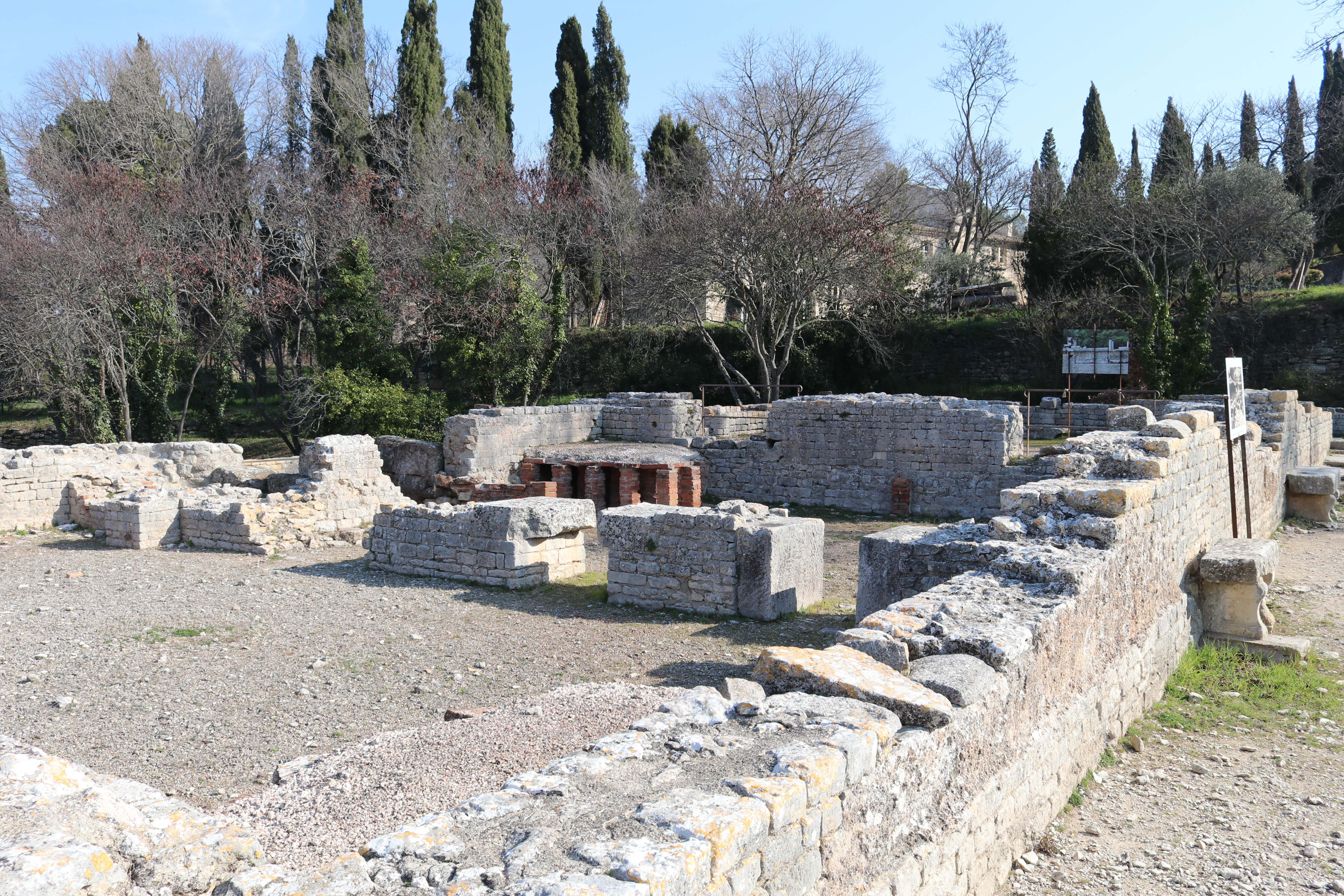
Les deux salles chauffées des thermes romains.
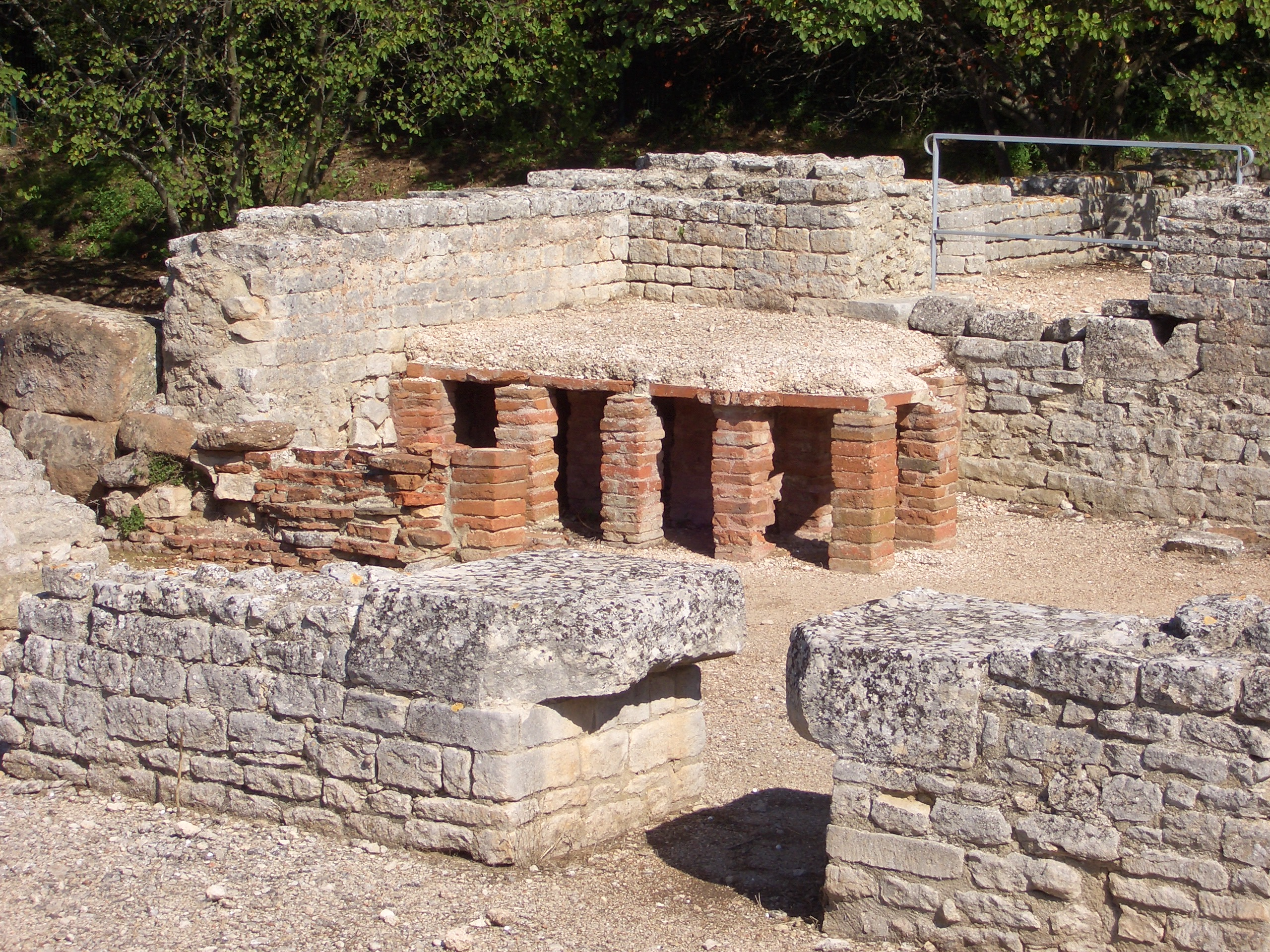
Thermes romains : hypocauste du caldarium.
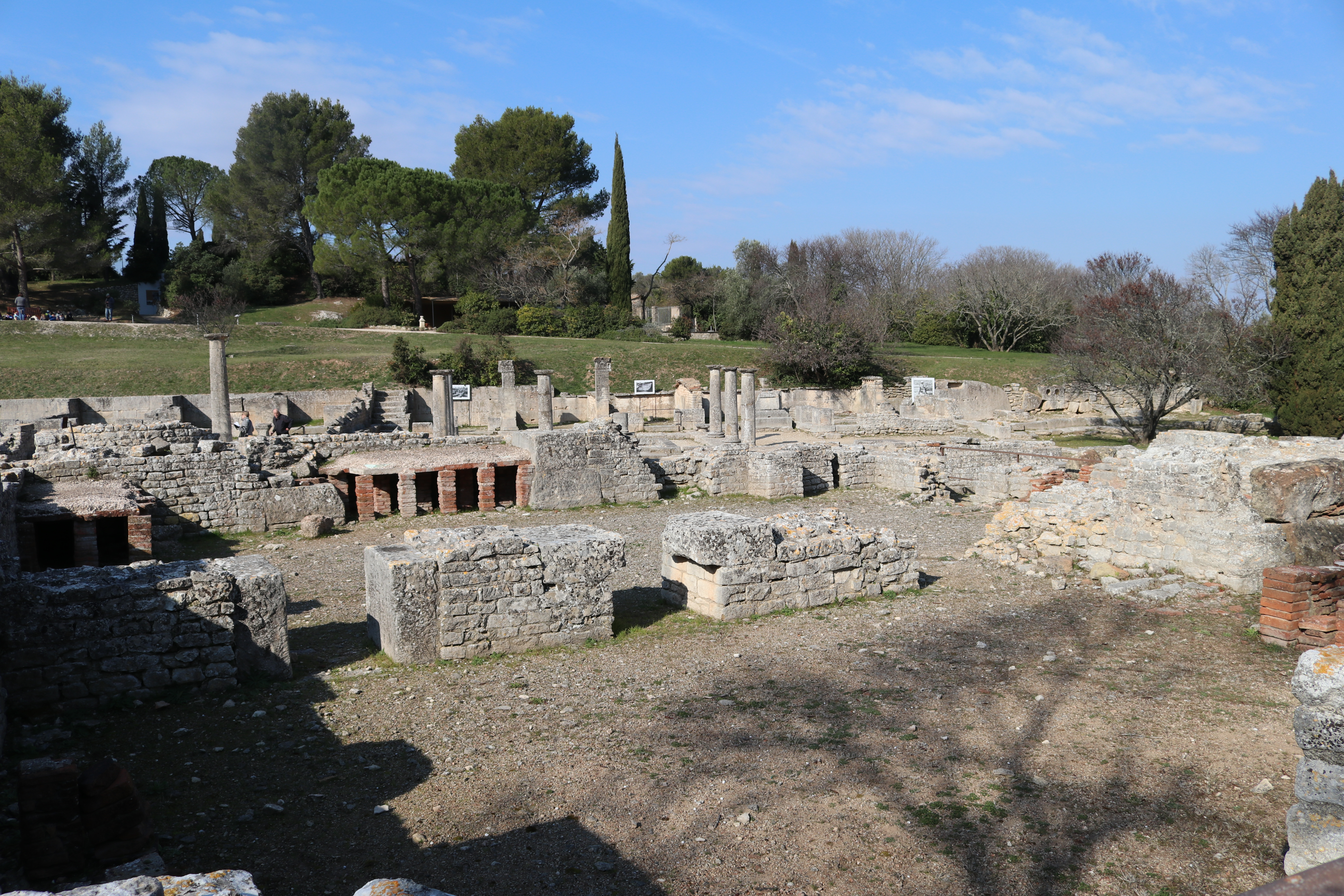
La salle froide et les deux salles chaudes. Les colonnes, au fond, sont celles des maisons du côté est de la rue.
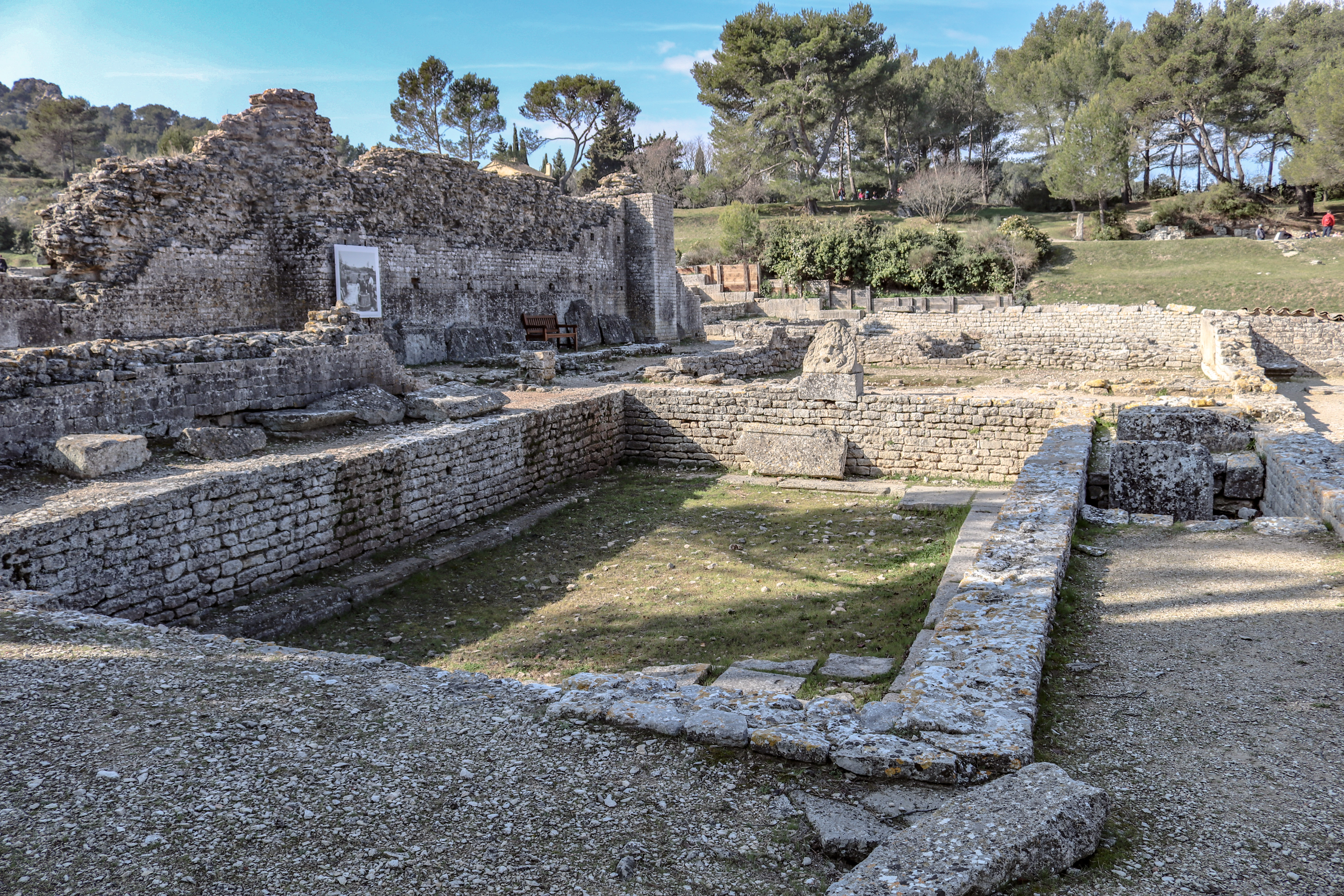
La natatio, alimentée par la fontaine au masque de théâtre.
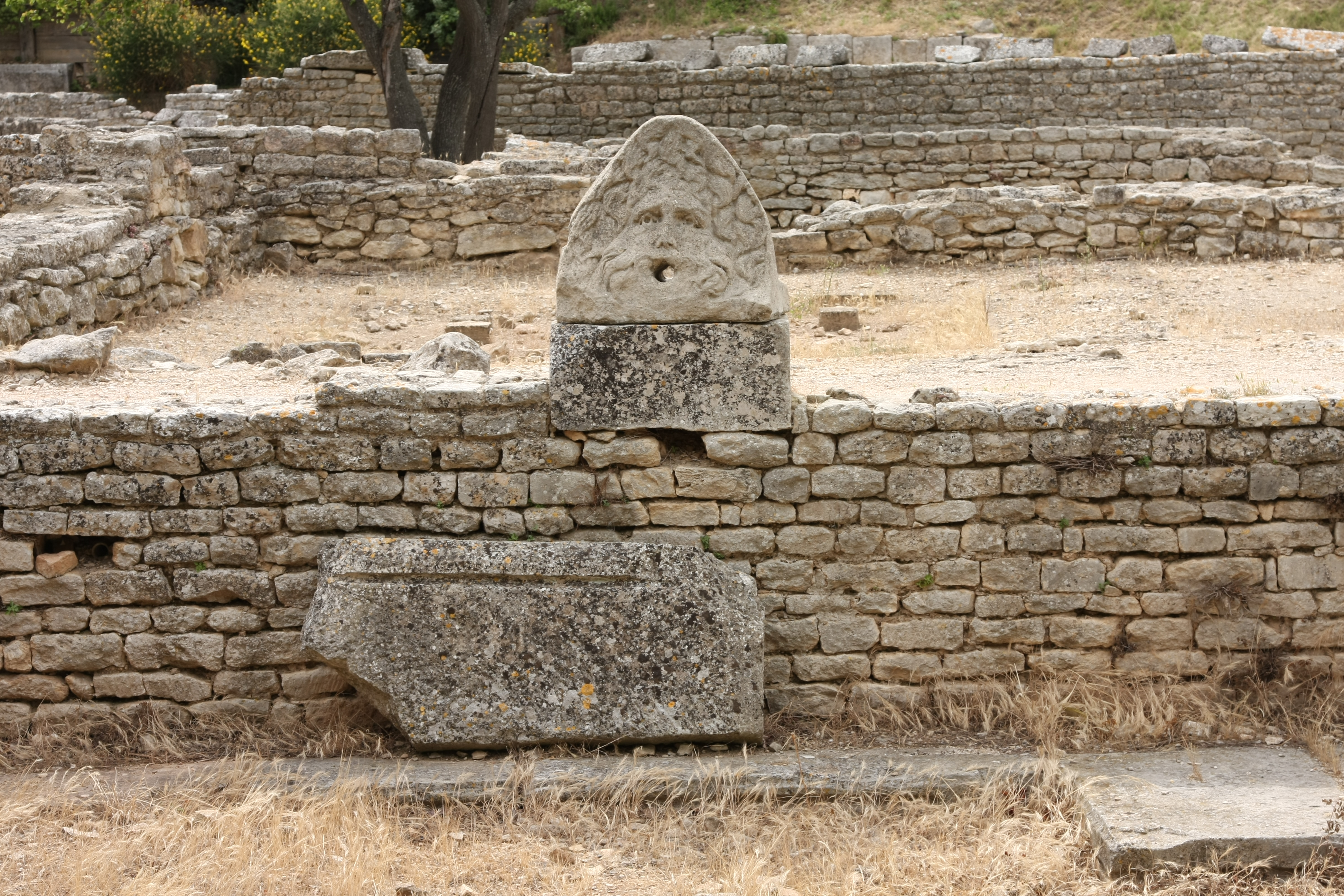
Fontaine de la natatio.

#### Quartier du centre: forum, temples et bâtiments publics
La ville se présente au long d'un axe nord-sud, à travers le vallon des Alpilles. Entre le quartier nord résidentiel, avec les bains publics, et le quartier sud, avec la source et la grotte, se trouve, au centre, le quartier monumental, comprenant le forum et d'autres édifices publics.
Les premiers monuments, construits par les Salyens à la fin du Ier siècle av. J.-C. et au début du IIe siècle av. J.-C., ont été fortement influencés par le style hellénique de la colonie grecque voisine de Marseille.

##### Curie et basilique romaines
Partant du nord, on peut distinguer les vestiges d'une petite maison hellénistique à péristyle dorico-toscan, dans le prolongement d'un grand bâtiment romain à abside assez bien conservé, qui abritait la Curie et le tribunal. À cet édifice est adossée une basilique romaine à péristyle dont il subsiste les bases de vingt-quatre piliers et, en sous-sol, les vestiges d'une première basilique et de trois maisons helléniques, dites maison des deux alcôves, maison de Sulla (d'après le nom inscrit sur une mosaïque qui décorait une des pièces) et maison des enduits peints, ainsi qu'un petit temple de style toscan:36.

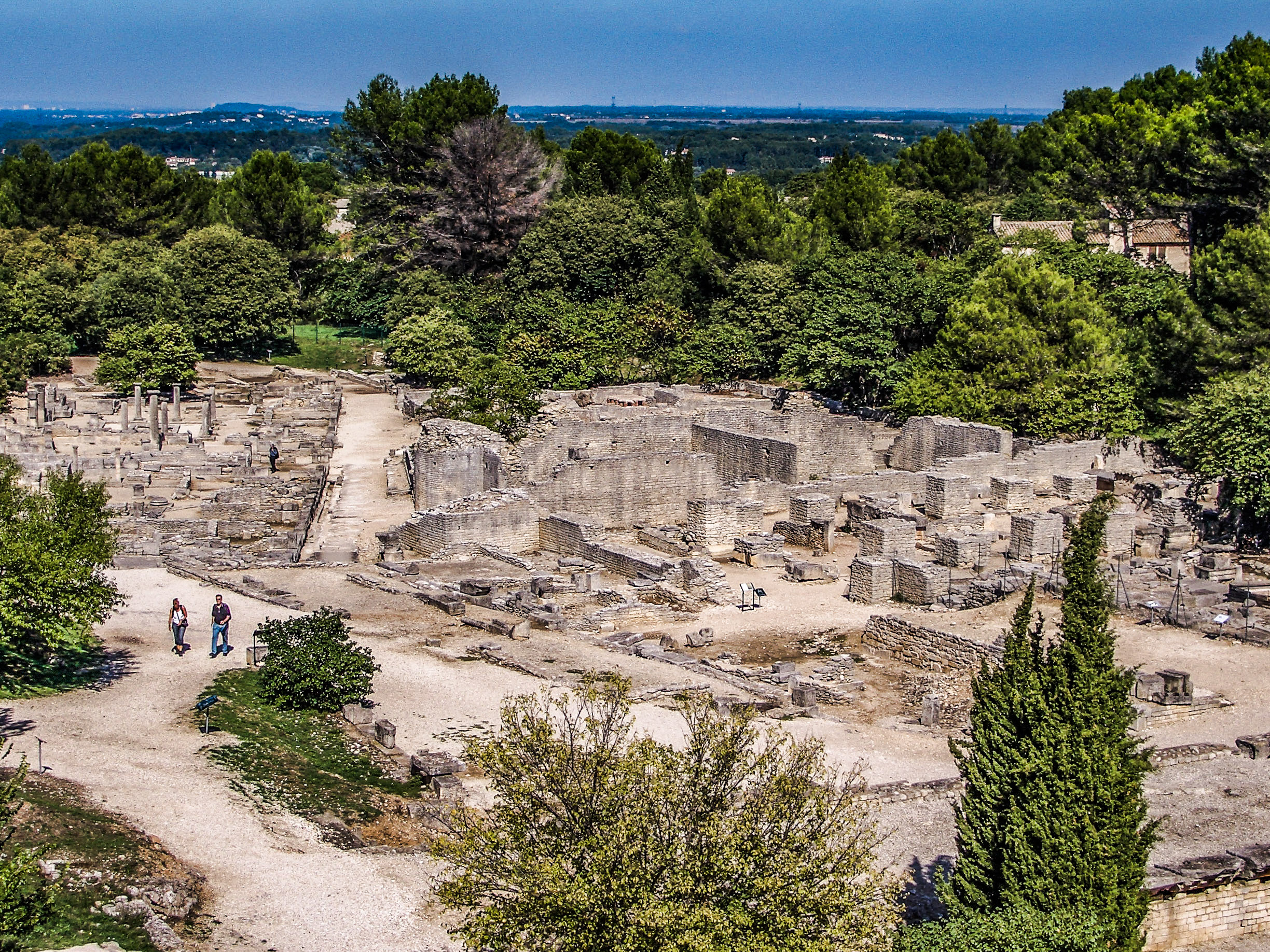
Quartiers du nord (maisons, thermes) et du centre, avec la Curie, la basilique et le forum romain.
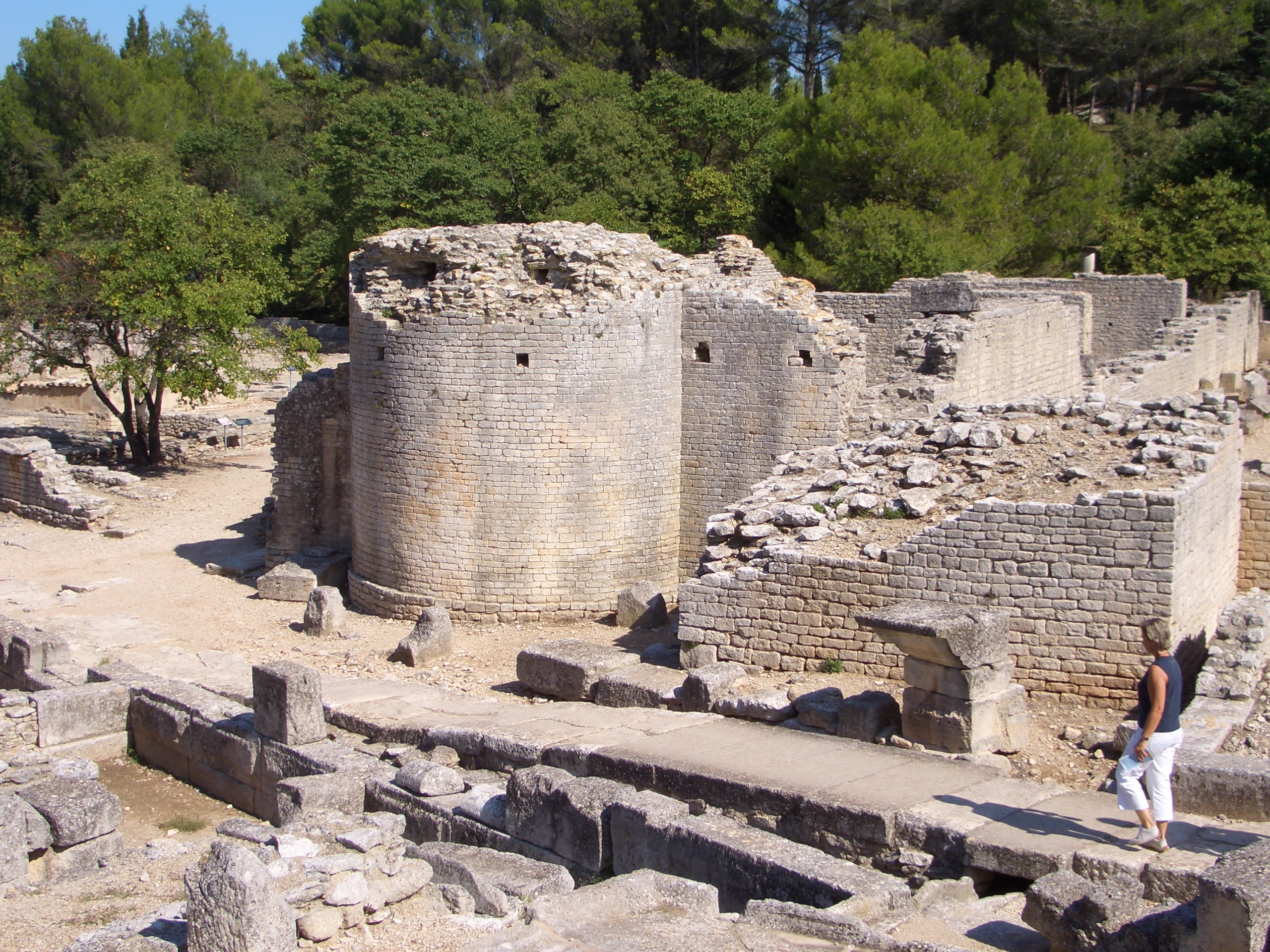
Bâtiment à abside : curie et tribunal.
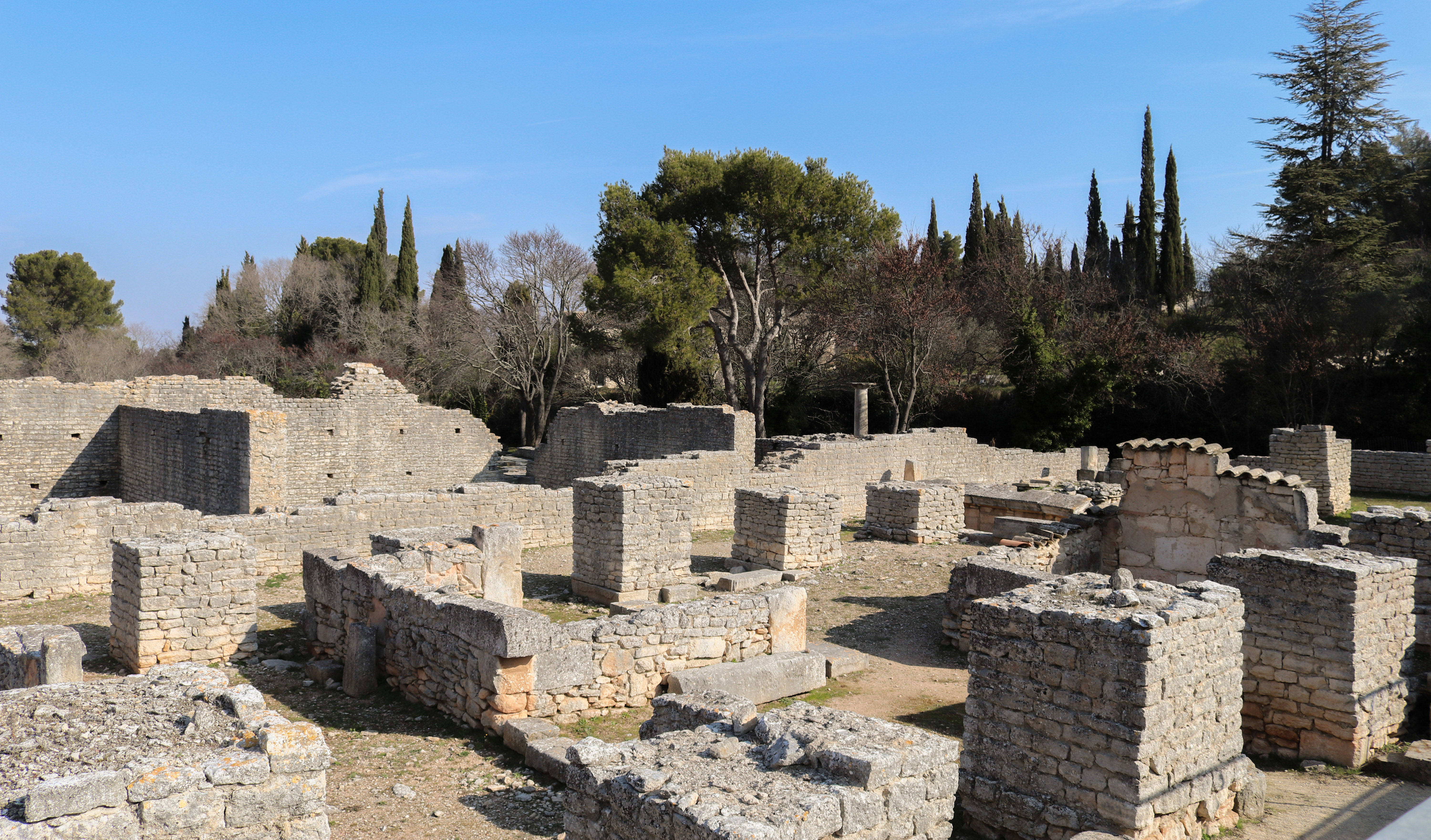
Piliers de la basilique à péristyle.

##### Forum et puits à dromos
Le puits sacré à dromos, de la fin IIe siècle av. J.-C., de trois mètres de diamètre, est accessible par un escalier de trente-sept marches qui descendait jusqu'au niveau de l'eau. Malgré le caractère sacré du petit sanctuaire, les bâtiments d'origine ont été détruits et le puits recouvert lors de la construction du premier forum romain sur le même site au Ier siècle av. J.-C. À la fin de l'Antiquité, le puits s'est trouvé rempli de débris de statues de la fin de l'Empire romain:40.[Passage contradictoire]

##### Fontaine hellénistique
Un peu plus au sud, une fontaine, avec un petit bassin circulaire en pierre de la période d'influence grecque (IIe – Ier siècles av. J.-C.), est visible à côté de la rue principale.

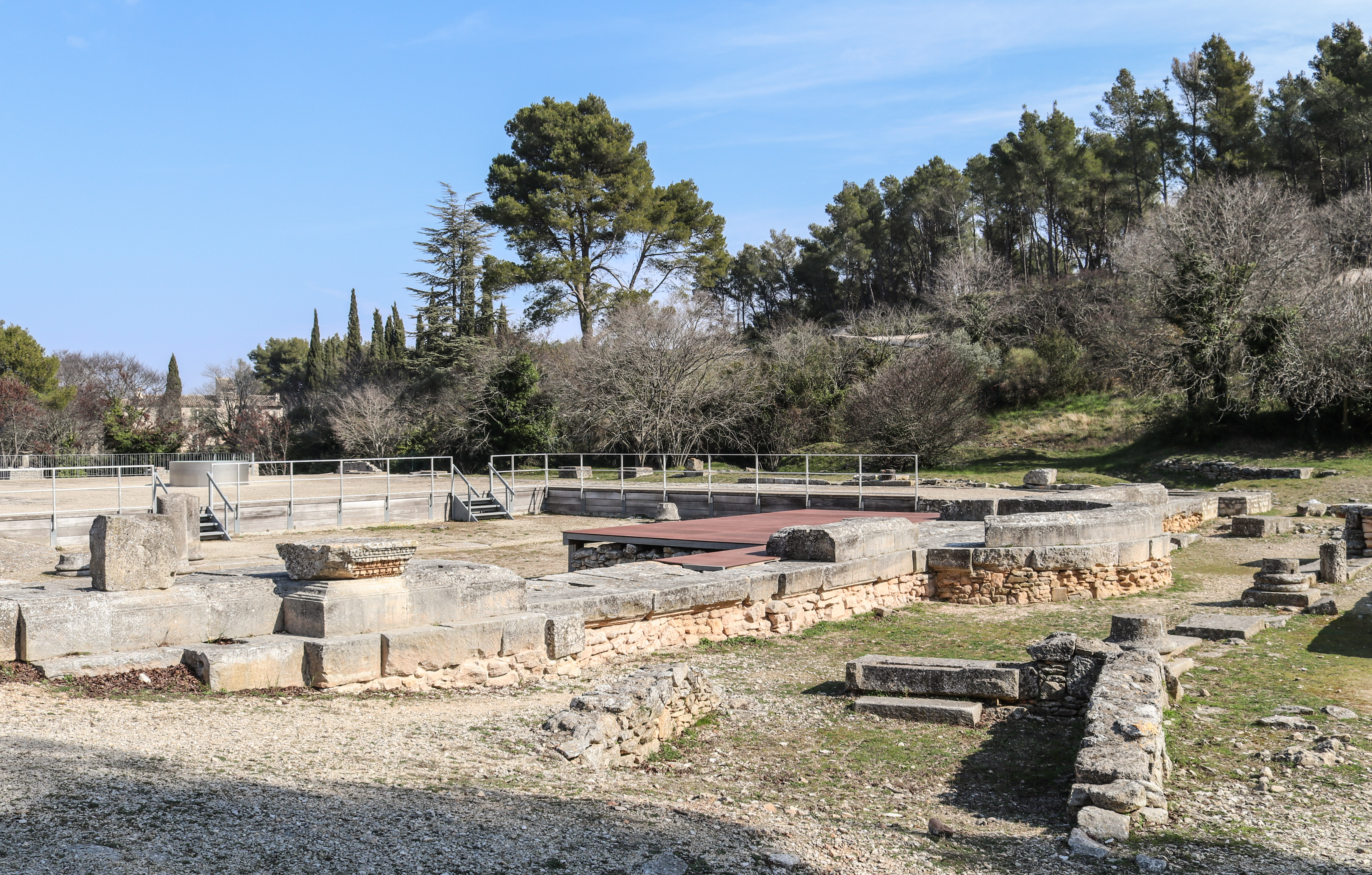
Le forum.
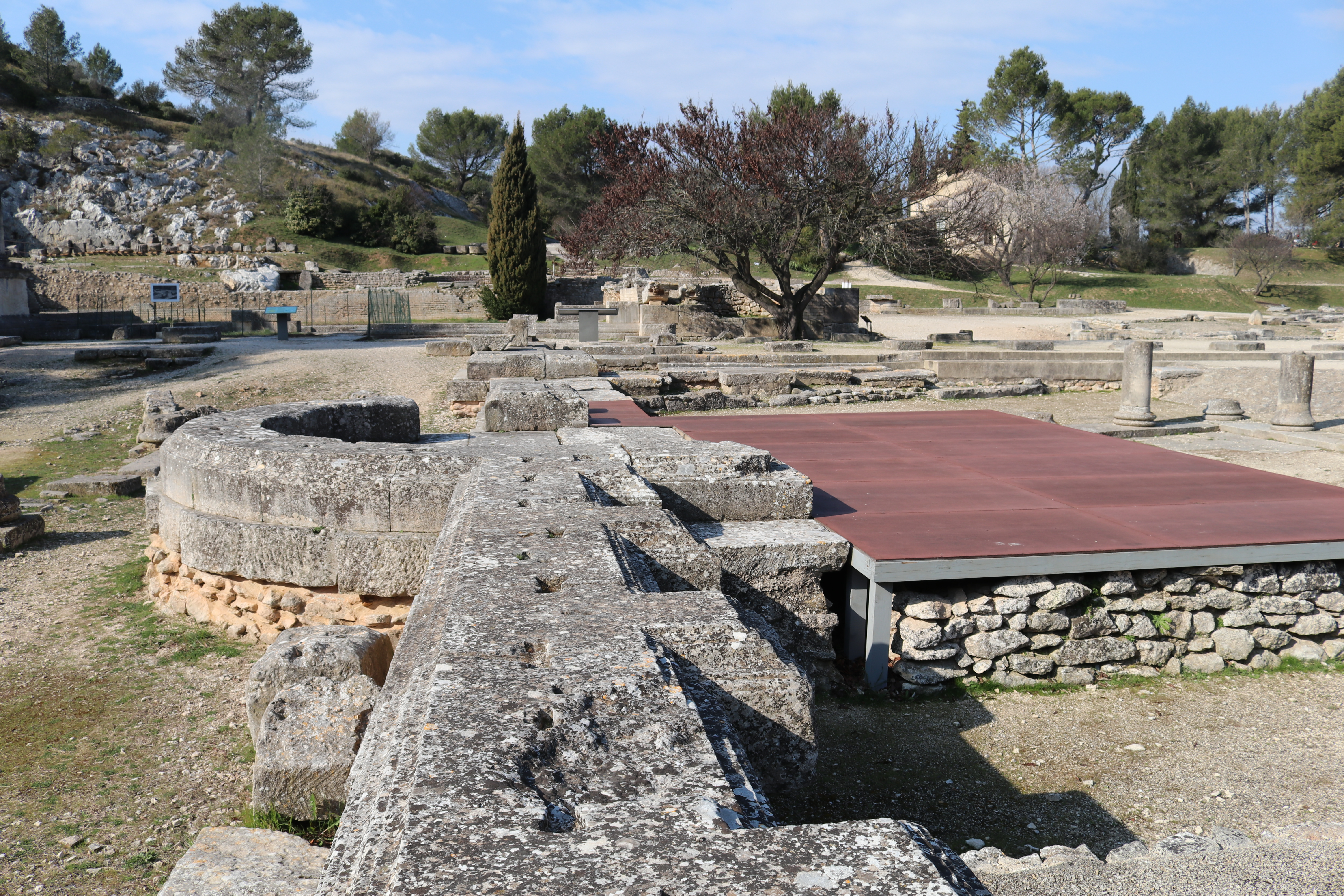
Clôture sud du forum.
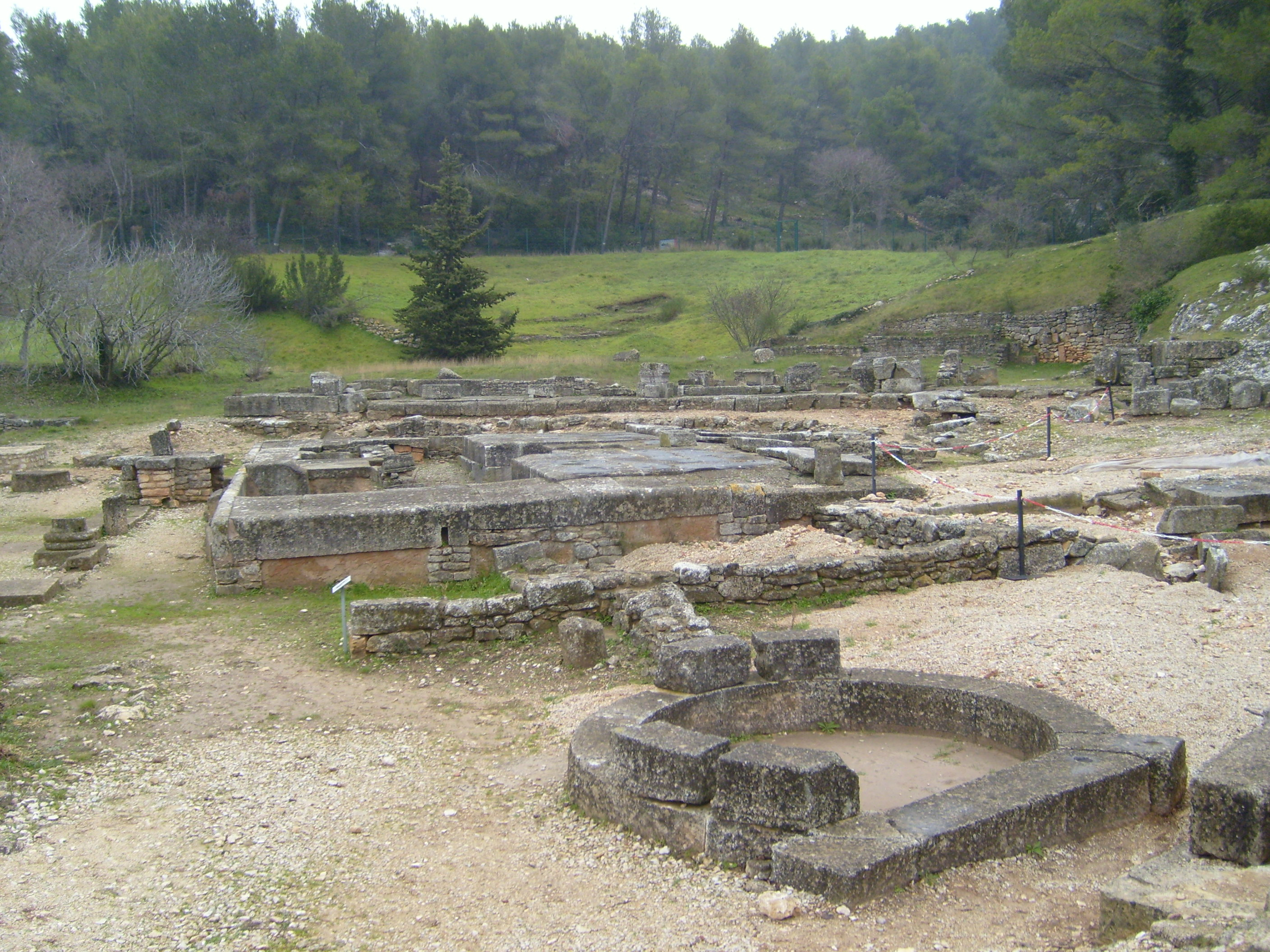
Fontaine hellénique et premier forum.
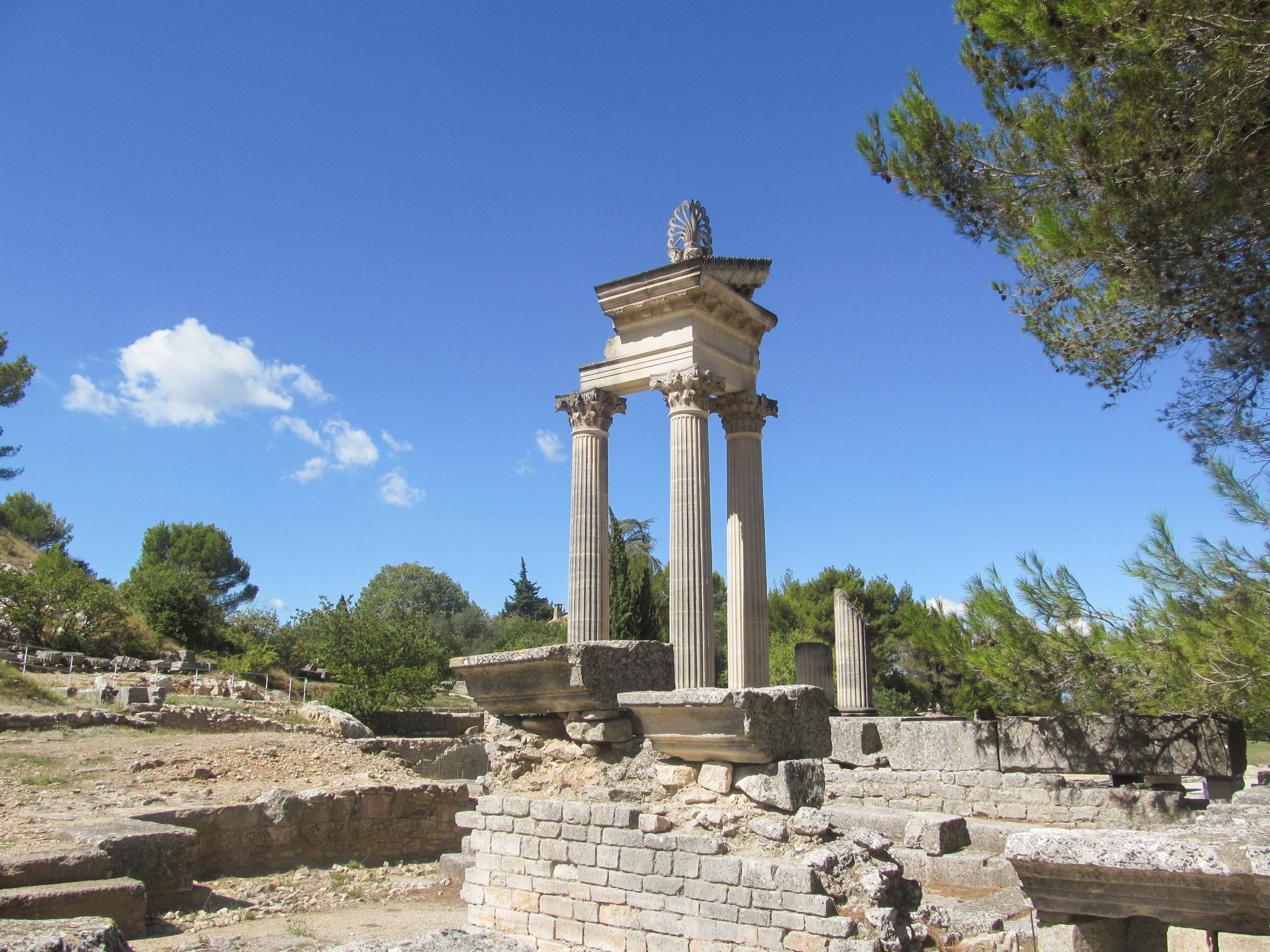
Colonnes et entablement reconstitués du petit temple géminé du premier forum romain (20 av. J.-C.).
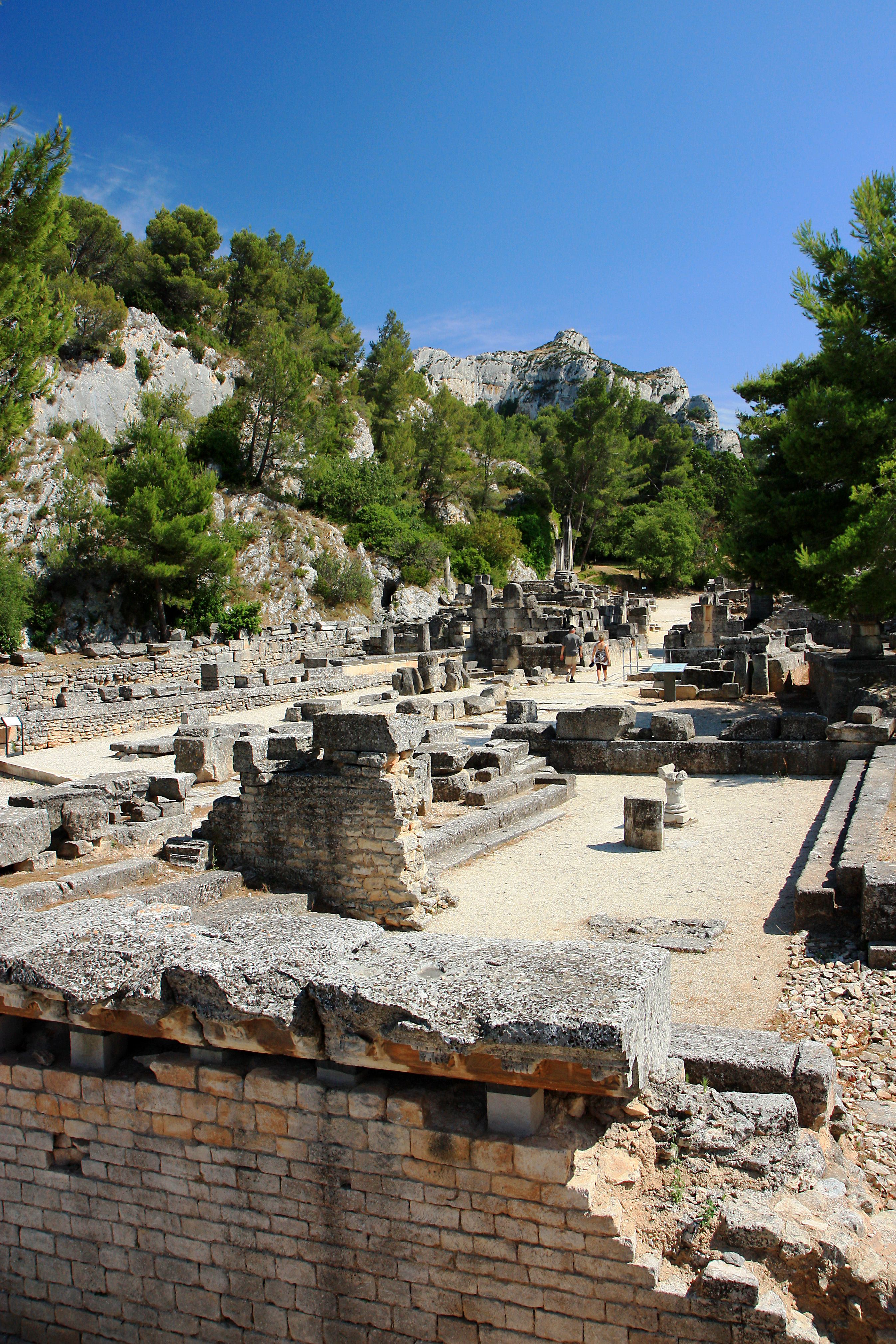
Le bouleutérion.

##### Temples géminés
Le péribole des temples jumeaux fait partie du premier forum romain de Glanum, construit vers 20 av. J.-C., à peu près au moment où Glanum reçut le titre d’oppidum latinum.
Les bâtiments les plus caractéristiques du premier forum étaient deux temples corinthiens, de style identique, mais l'un plus grand que l'autre, enclos sur trois côtés dans un péribole constitué de colonnades. Un coin du plus petit des deux temples, soit trois colonnes et quelques éléments de l'entablement et de la façade, dans le style des premières années du règne de l'empereur Auguste, a été reconstitué pour donner une idée des proportions de l'édifice.

##### Bouleutérion (salle de réunion)
Le bouleutérion (IIe – Ier siècles av. J.-C.) était un lieu de rencontre à ciel ouvert pour les notables, construit dans le style hellénique, avec un espace ouvert avec un autel au centre entouré de rangées de sièges en escalier sur trois côtés. Un portique à trois colonnes bordait une des extrémités. La partie nord du bouleutérion a été effacée à l'époque romaine par la construction des temples jumeaux, mais l'espace a été préservé et utilisé comme une curie romaine.

#### Au sud, le quartier de la source sacrée
La source sacrée de Glanum est située dans la partie sud et la plus haute de la ville. La vallée était fermée par un mur de pierre, construit à la fin du IIe siècle av. J.-C. ou au début du Ier siècle av. J.-C. Ce mur était percé d'une porte assez large pour les chars, avec une tour carrée et un passage plus étroit pour les piétons. De part et d'autre de la porte se trouvent des vestiges de murs plus anciens, datables du VIe au IIIe siècle av. J.-C., formant un rempart de 16 mètres de haut.

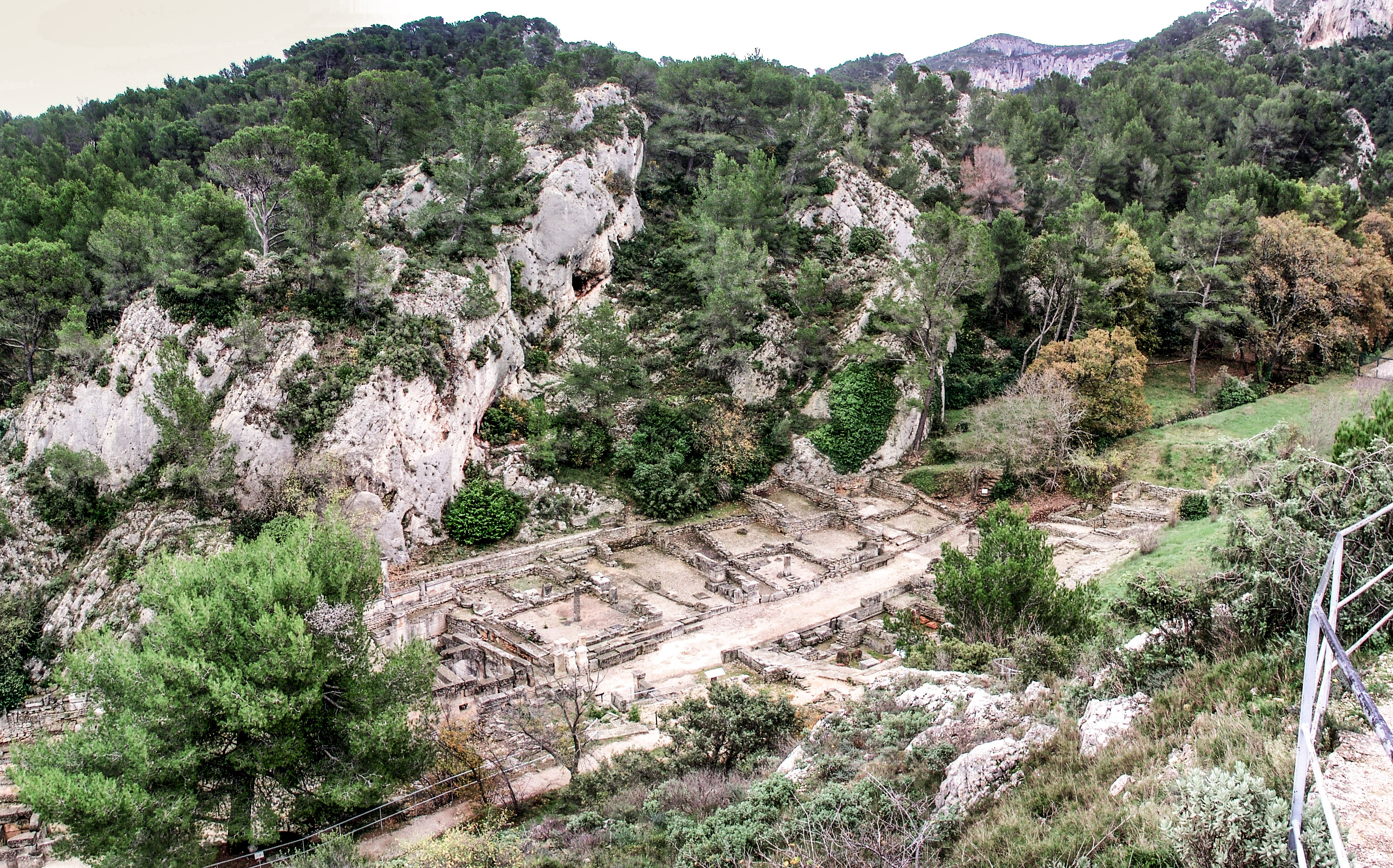
Partie sud du site antique de Glanum
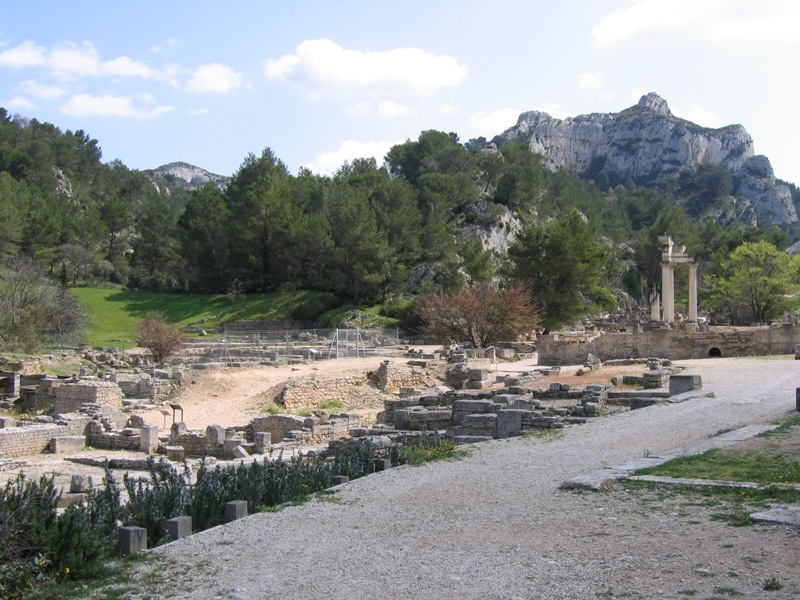
Le site archéologique, vu du nord.
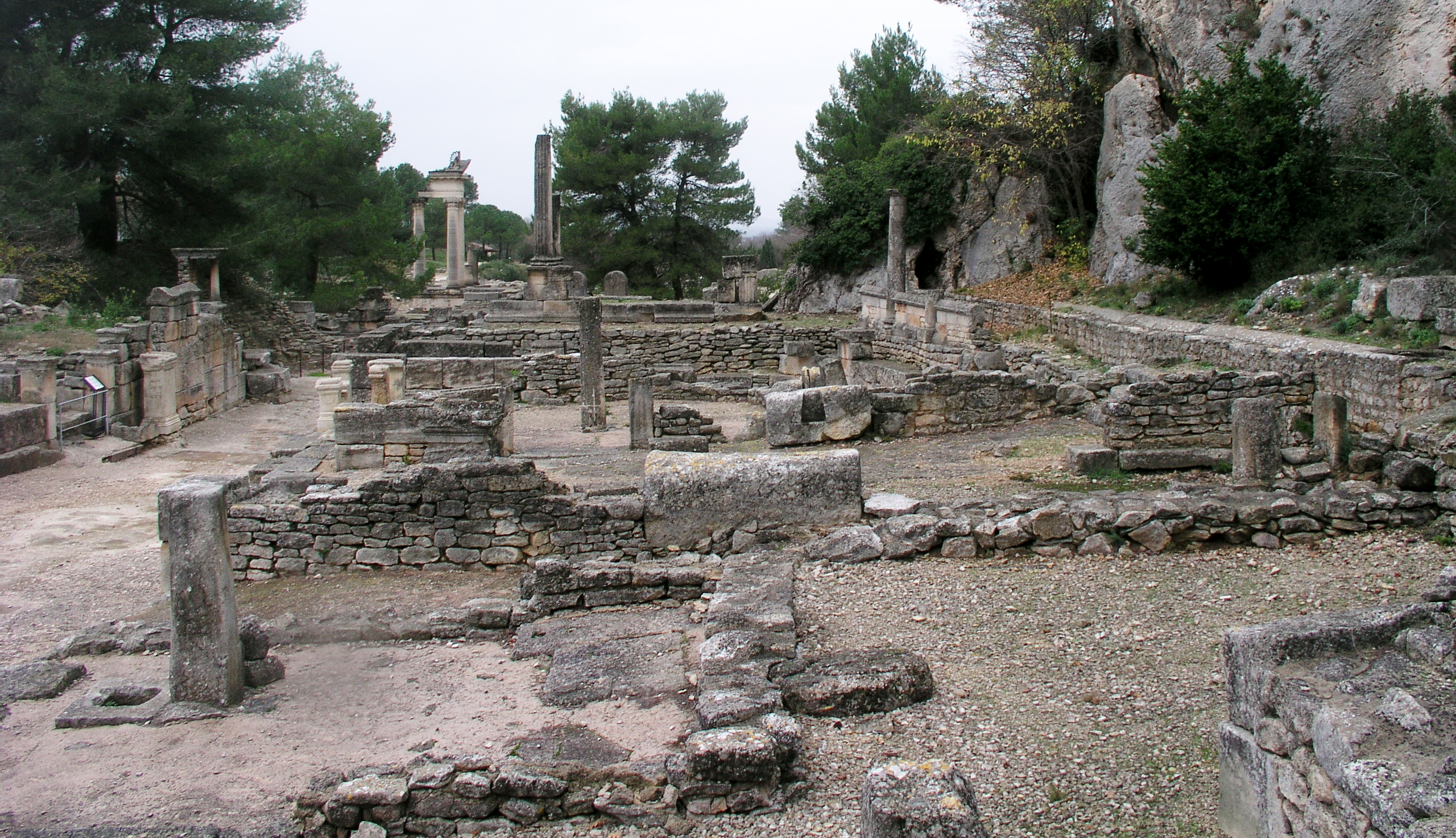
Partie sud du site.
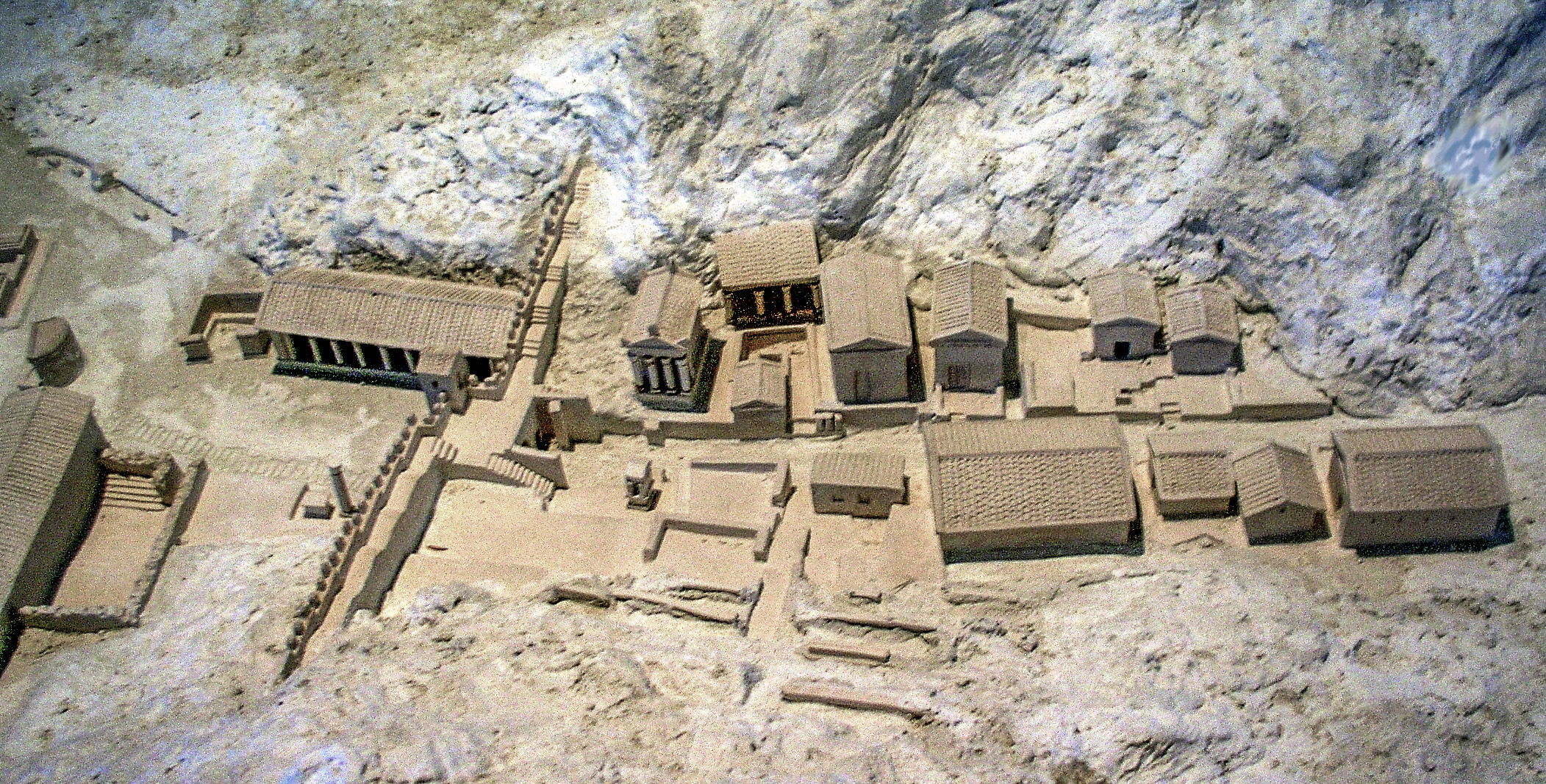
Maquette de la partie sud du site archéologique.
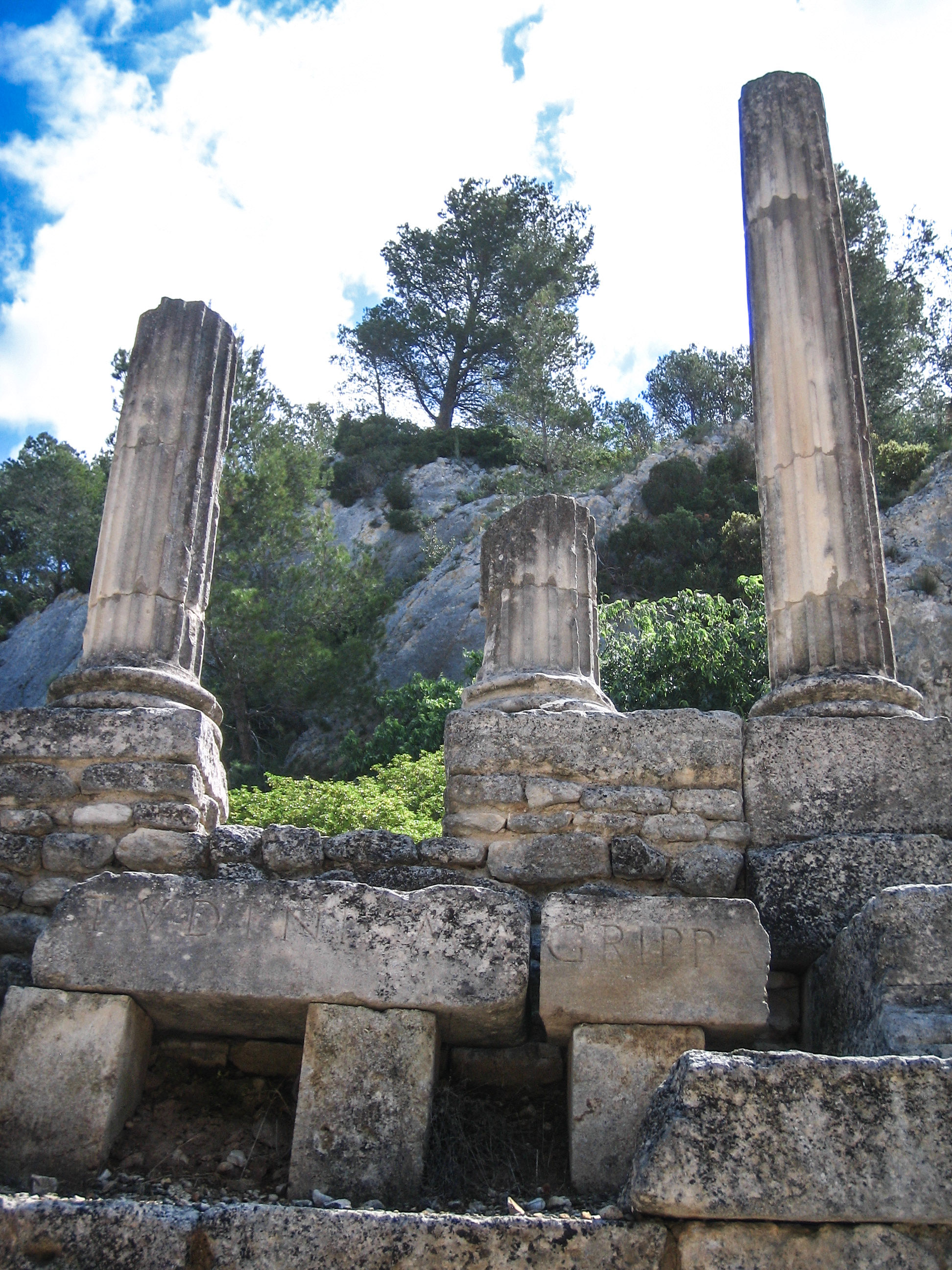
Temple de Valetudo

##### Le portique dorique
Juste à l'intérieur de la porte se trouvait un bâtiment avec un portique de colonnes doriques. Il reste des vestiges de la structure d'origine du IIe au Ier siècle av. J.-C. Il a été reconstruit vers 40 av. J.-C., et des parties des colonnes et du portique de cette période ont été restaurées. À l'intérieur du bâtiment se trouvaient des bassins alimentés par des conduites d'eau dans le mur du fond, suggérant que ce bâtiment était un lieu où les pèlerins se lavaient et se purifiaient rituellement à la source.

##### Temple de Valetudo
Ce petit temple était dédié à Valetudo, déesse romaine de la santé. L'inscription indique qu'il a été construit par Agrippa, le futur gendre de l'empereur Auguste. Les colonnes corinthiennes sont dans le style de la fin de la République romaine. L'édifice date probablement du premier voyage d'Agrippa en Gaule en 39 av. J.-C.:55.

##### Source sacrée
La source et ses vertus curatives ont fait la réputation et la richesse de la ville. À l'origine, il s'agissait simplement d'un bassin creusé dans la roche. Au IIe siècle av. J.-C., elle était couverte d'un bâtiment avec une façade décorative de pierres en forme d'écailles de poisson. Un escalier menait de la source au sommet de la colline voisine. Au Ier siècle apr. J.-C., le légionnaire romain M. Licinius Verecundus a construit un autel à droite de l'escalier, dédié au dieu Glanis et à Fortuna Redux, déesse qui assurait le retour de ceux qui étaient loin de chez eux:57.
L'inscription se lit comme suit : « Au dieu Glanis, et aux Glanicae, et à Fortuna Redux : Marcus Licinius Verecundus, de la tribu Claudia (une circonscription électorale de Rome), vétéran de la XXIe Légion Rapaces… » (Rapaces, ou prédateurs, était le surnom de la XXI Légion, qui servait à l'époque en Germanie) « …a accompli son vœu avec gratitude et bonne foi. »

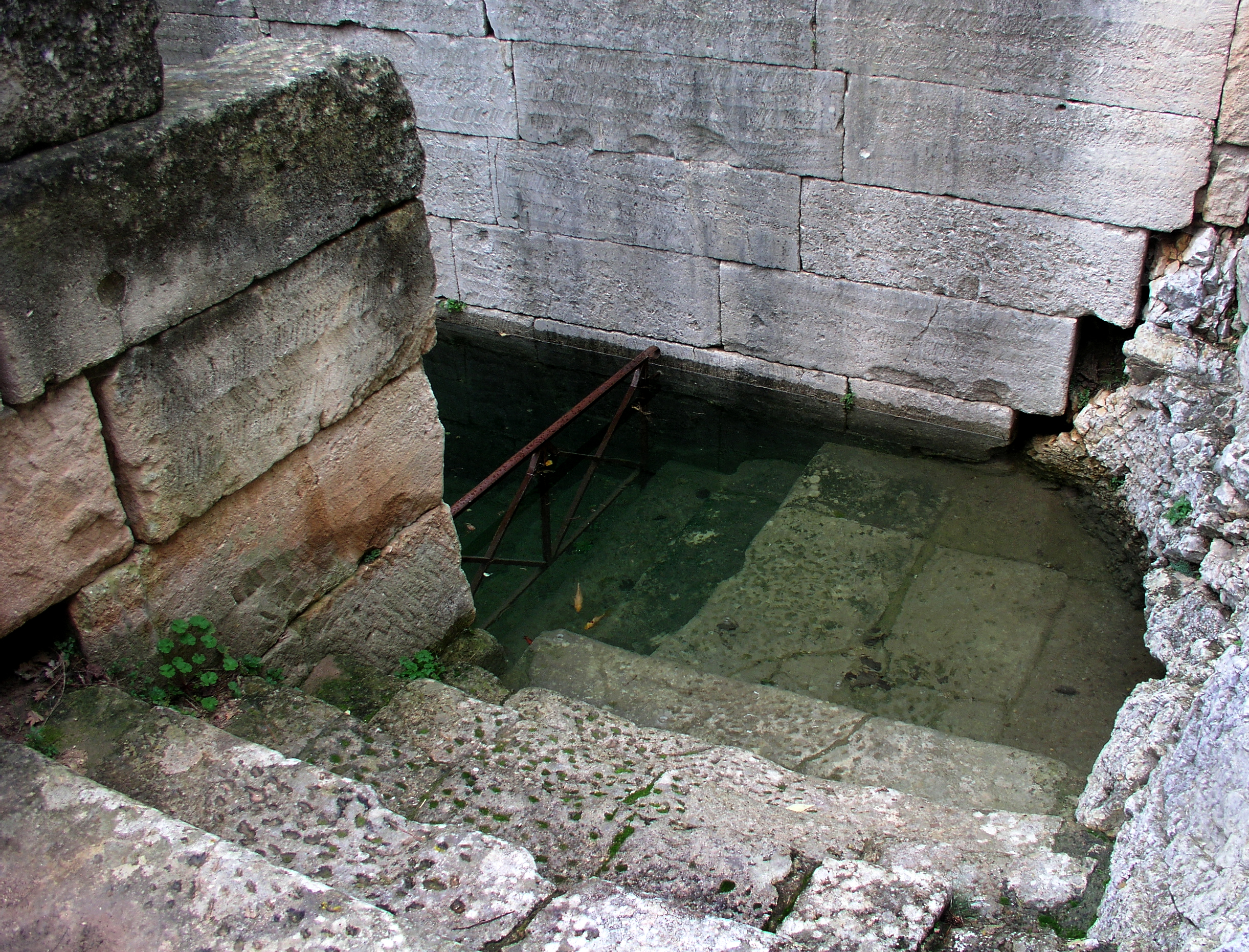
Marches menant à la source sacrée.
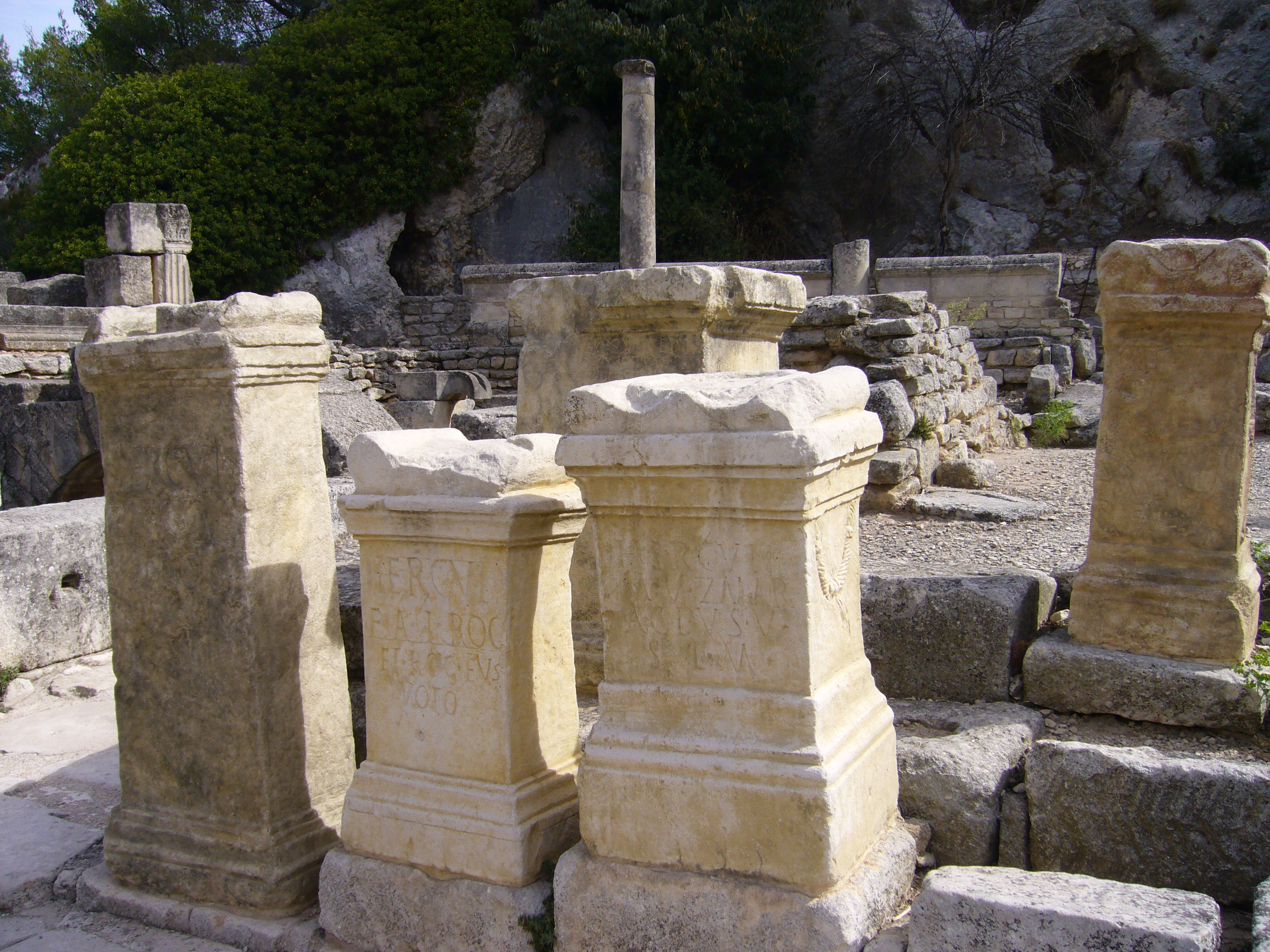
Autels votifs dédiés à Hercule.

##### Chapelle d'Hercule
Les restes d'une petite chapelle consacrée à Hercule, gardien des sources, sont situés près de la source. Contre les murs, l'archéologue Henri Rolland a découvert six autels à Hercule et le torse d'une grande statue d'Hercule, haute de 1,3 m, tenant un vase d'eau, évidemment l'eau de la source Glanum. L'inscription sur la base de la statue indique qu'elle a été placée en remerciement pour le retour en toute sécurité du tribun C. Licinius Macer, et des centurions et soldats de Glanum d'une campagne au IIe siècle apr. J.-C.

#### Quartier indigène
Des bâtiments servaient de fumoirs à vin, où on fumait le vin pour mieux le conserver.
Des maisons indigènes faisaient partie du village gaulois initial.

#### Enceinte urbaine
Les murs défensifs sont percés d'une entrée d'honneur et d'une porte charretière. Mais on trouve aussi des murs non défensifs, marquant l'entrée et les limites du quartier central, à la fois administratif, commerçant et cultuel.

## Musée archéologique (ancien hôtel de Sade)
L'hôtel Renaissance, dit hôtel de Sade, construit sur la place Favier à Saint-Rémy-de Provence, fait face au musée des Alpilles sur les ruines d'un édifice romain (IVe siècle). Cette bâtisse a d'abord appartenu aux XVe et XVIe siècles à la famille de Fos, comtes de Provence, dont une fille épousa un membre de la famille de Sade, branche d'Eyguières, avant d'être un centre occupé par les réformés du XVIIe siècle.
La maison est classée au titre des Monuments historiques par arrêté du 7 octobre 1926. Achetée par l'État en 1941, après avoir été l'« hôtel de Sade », elle a été aménagée en musée lapidaire. L'hôtel renferme le mobilier archéologique trouvé à Glanum et aux environs, ainsi que la statuaire et un lapidaire abondant constitué d'éléments architecturaux, de stèles funéraires et d'autels votifs, d'époques celto-ligure, hellénistique et gallo-romaine,.

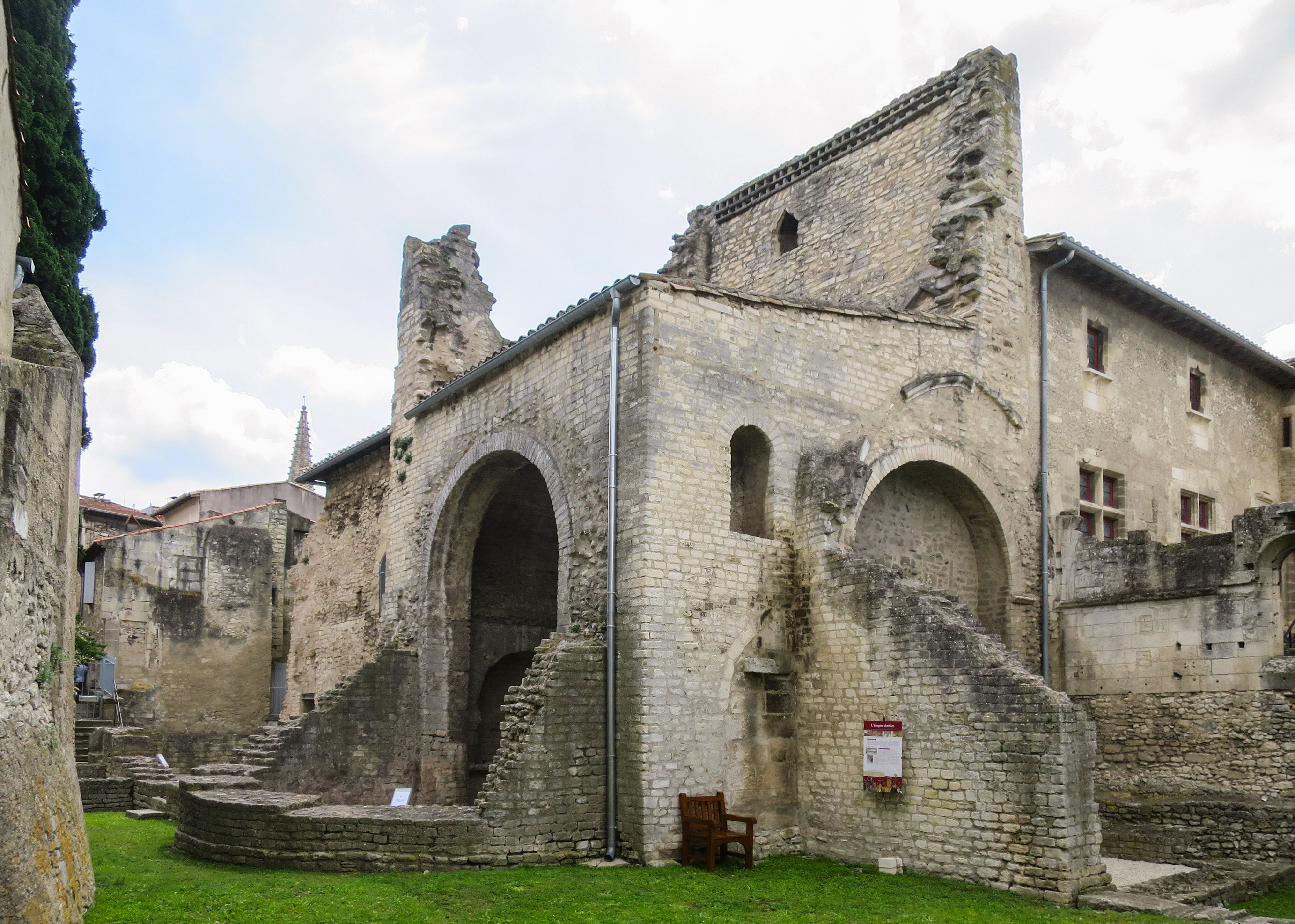
Hôtel de Sade à Saint-Rémy-de-Provence : thermes romains à l'arrière du bâtiment.
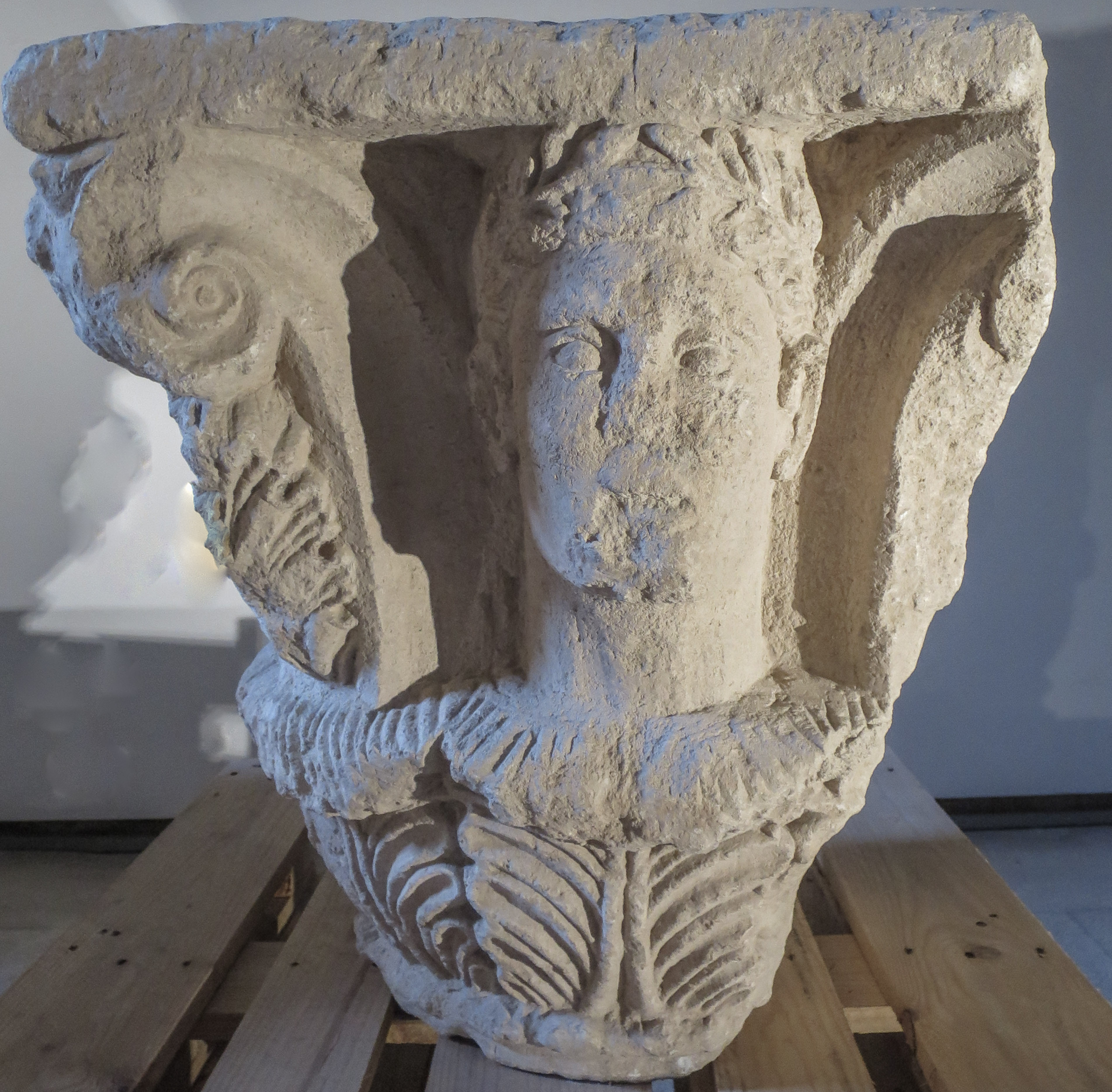
Chapiteau.
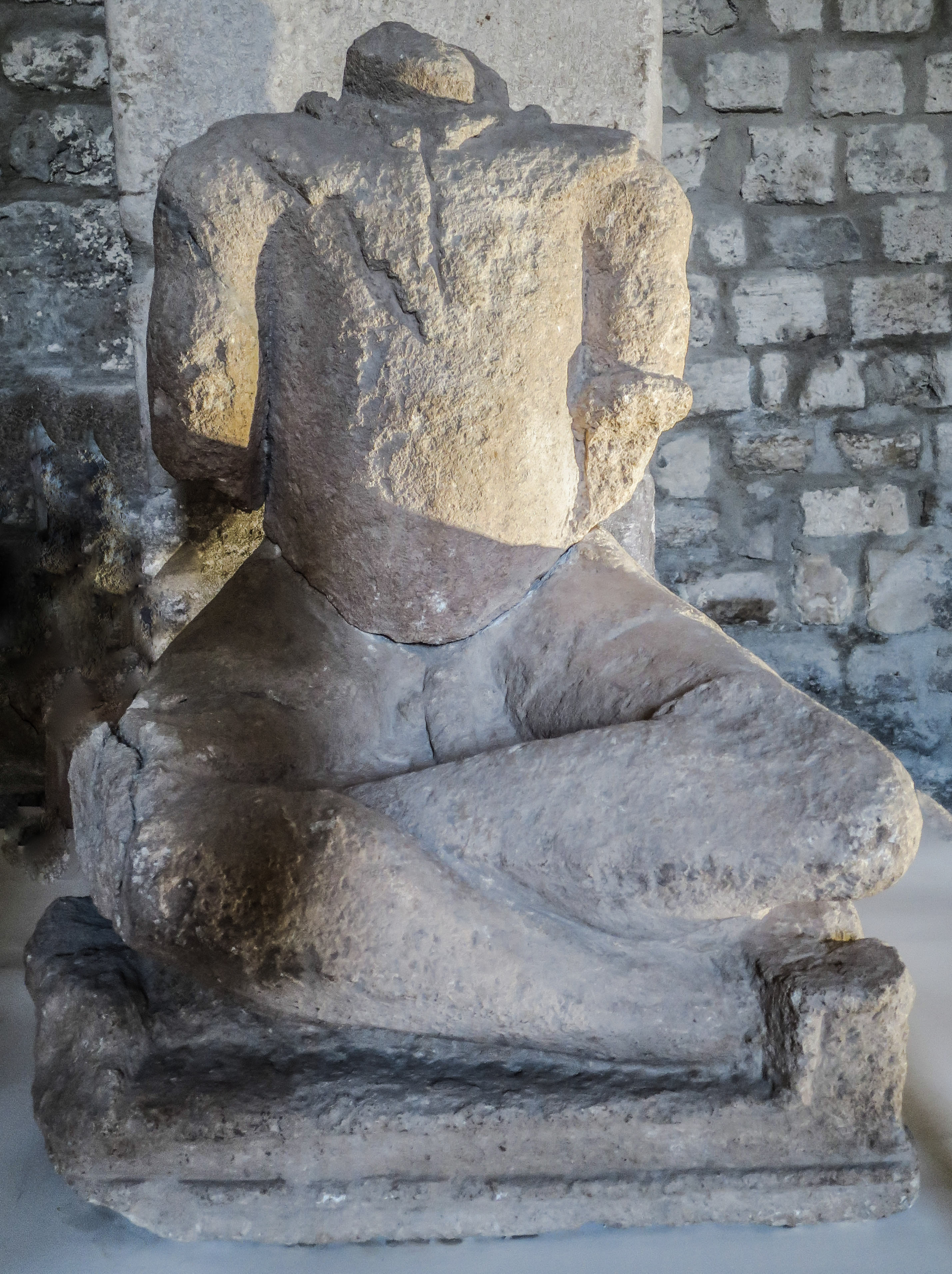
Figure d'un Celte assis.
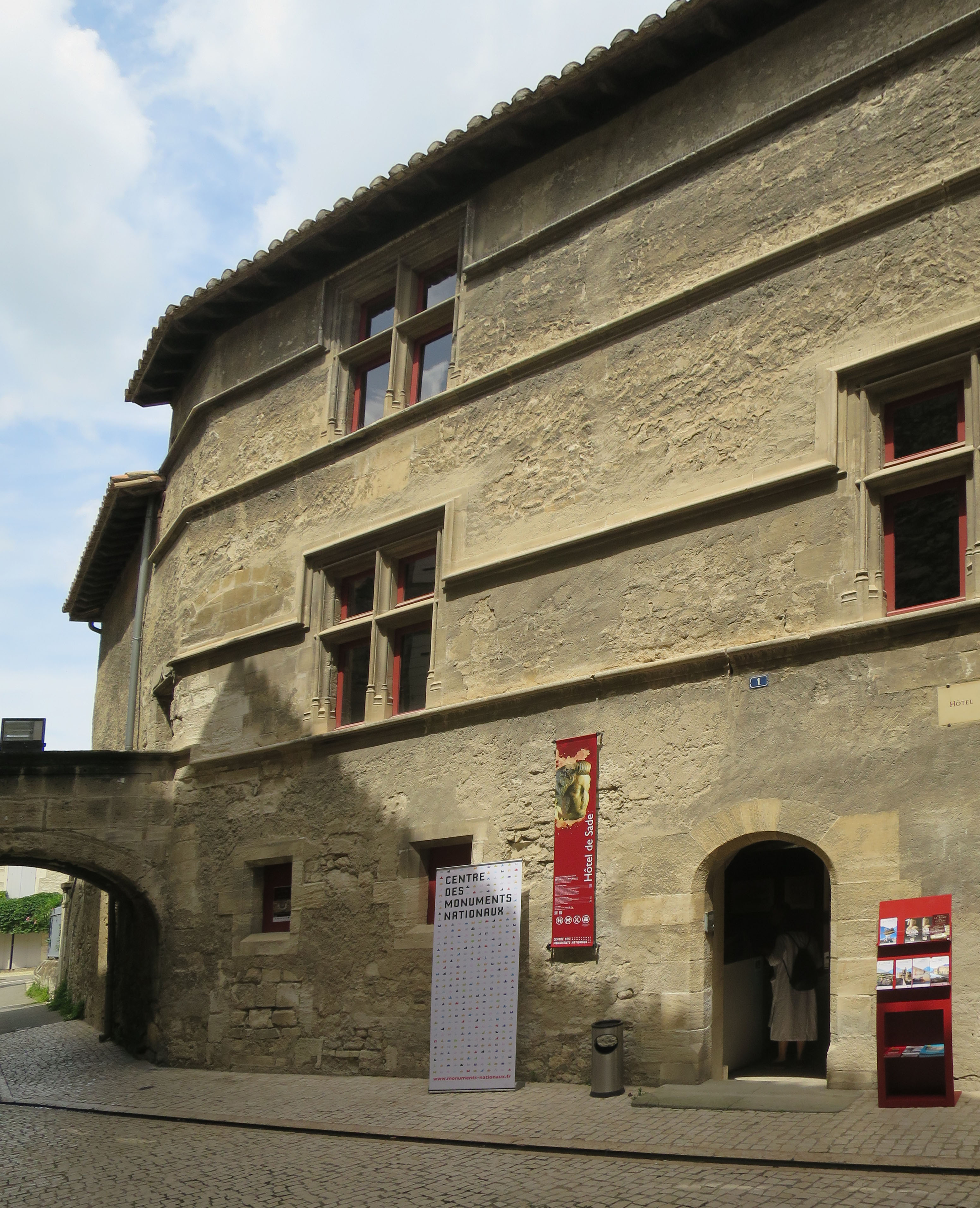
Hôtel de Sade.

## Mise en valeur et protection du site
Les sites de Glanum et des Antiques bénéficient de protections juridiques cohérentes et complètes, aussi bien pour la protection des vestiges que pour la protection de l’environnement et de la faune : site naturel classé, protections au titre des monuments historiques, des sites et de la faune. Le plateau des Antiques et la chaîne des Alpilles font l'objet de protections au titre des sites naturels : Parc naturel régional des Alpilles, zone importante pour la conservation des oiseaux (ZICO), zone de protection spéciale (ZPS), Zone spéciale de conservation (ZSC), arrêtés préfectoraux de protection de biotopes ,.
À partir de 1988, la mise en valeur du « site de Glanum » a concerné la présentation et la lisibilité des vestiges, l'accueil du public et la recherche de reconstitution du site dans sa globalité.
À l'initiative de la Caisse nationale des monuments historiques et des sites (aujourd'hui Centre des monuments nationaux), un nouveau bâtiment d'accueil a été construit et des belvédères aménagés sur la colline qui surplombe le centre monumental.
Dans un premier temps, pour rendre le monument plus parlant, il a été décidé de réaliser une restitution de l'angle du plus petit des temples géminés.
Henri Rolland, qui avait participé aux fouilles archéologiques de 1928 à 1933 et les a reprises en 1942, avait déjà demandé le détournement de la route départementale de Maussane-les-Alpilles aux Baux-de-Provence qui sépare les Antiques du site archéologique de Glanum. Des études préliminaires prévoyaient notamment un contournement routier, tout en éloignant le nouvel emplacement de la route de la zone des carrières, à la fois protégées au titre des monuments historiques et une zone de protection du biotope.
D'autre part, les propositions esquissaient un programme global pour l'amélioration de la présentation de ce site majeur,.
Les autres préoccupations étaient la création d'un parking et l'aménagement d'un musée de site ou de ville pour la mise en valeur des collections recueillies sur le site.
L'attribution du label « Grand site de France » est subordonnée à la mise en œuvre d'un projet de préservation, de gestion et de mise en valeur du site, répondant aux principes du développement durable.

### Documents, plans de visite
- Site archéologique de Glanum : fiche de visite et plan du site archéologique. Centre des monuments nationaux, 14 pages.
- (mul) Site officiel du site archéologique de Glanum géré par le Centre des monuments nationaux.
- Le site archéologique de Glanum par la DRAC.
- Le site de Glanum sur le site Patrimages de la DRAC PACA.
- Le site archéologique de Glanum, Saint-Rémy-de-Provence, Drac-Provence-Alpes-Côte d'Azur.